# Historia de la Gran Vía

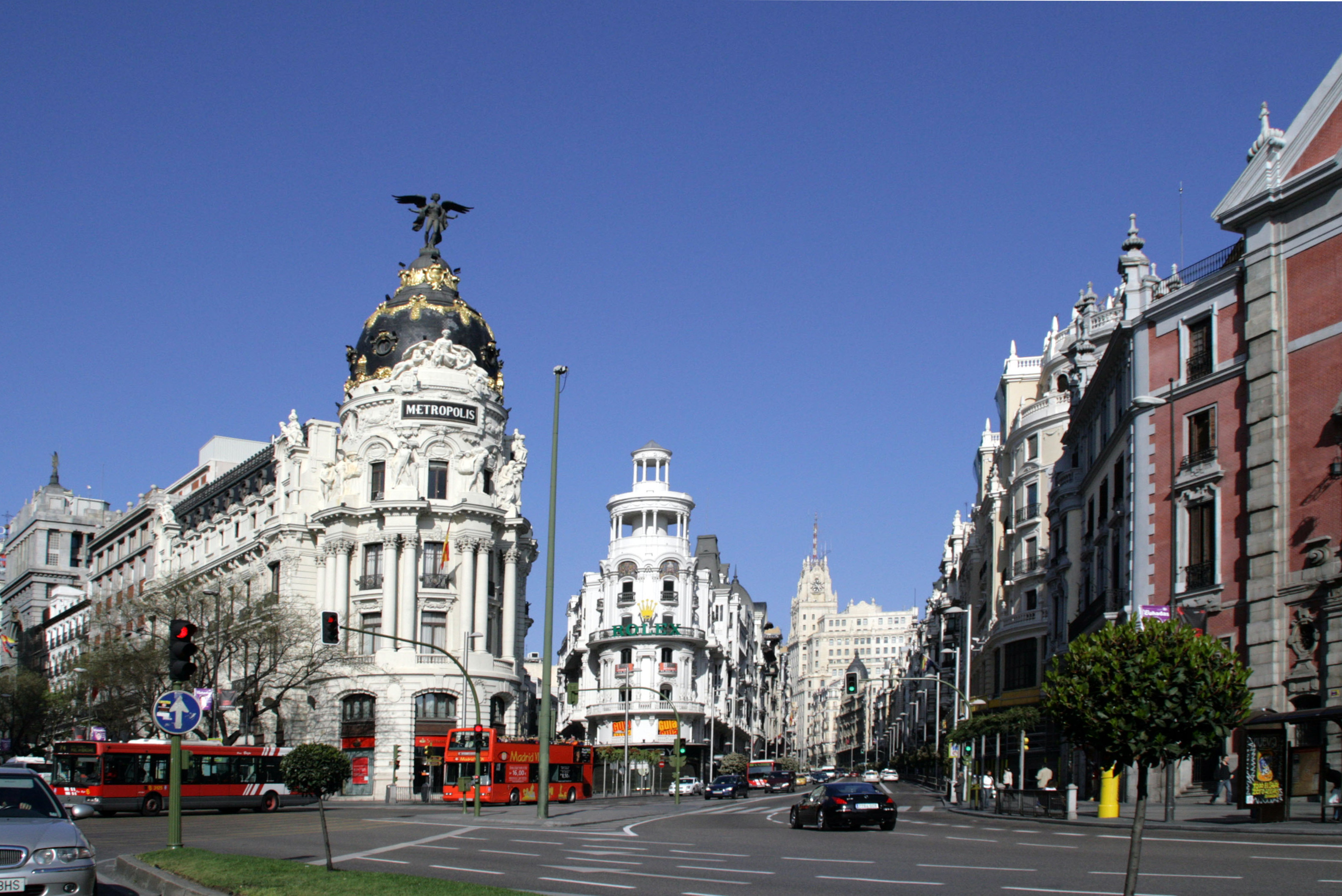
Tramo inicial de la calle Gran Vía donde confluye con la calle de Alcalá (izquierda) con el comienzo del primer tramo de la Gran Vía.

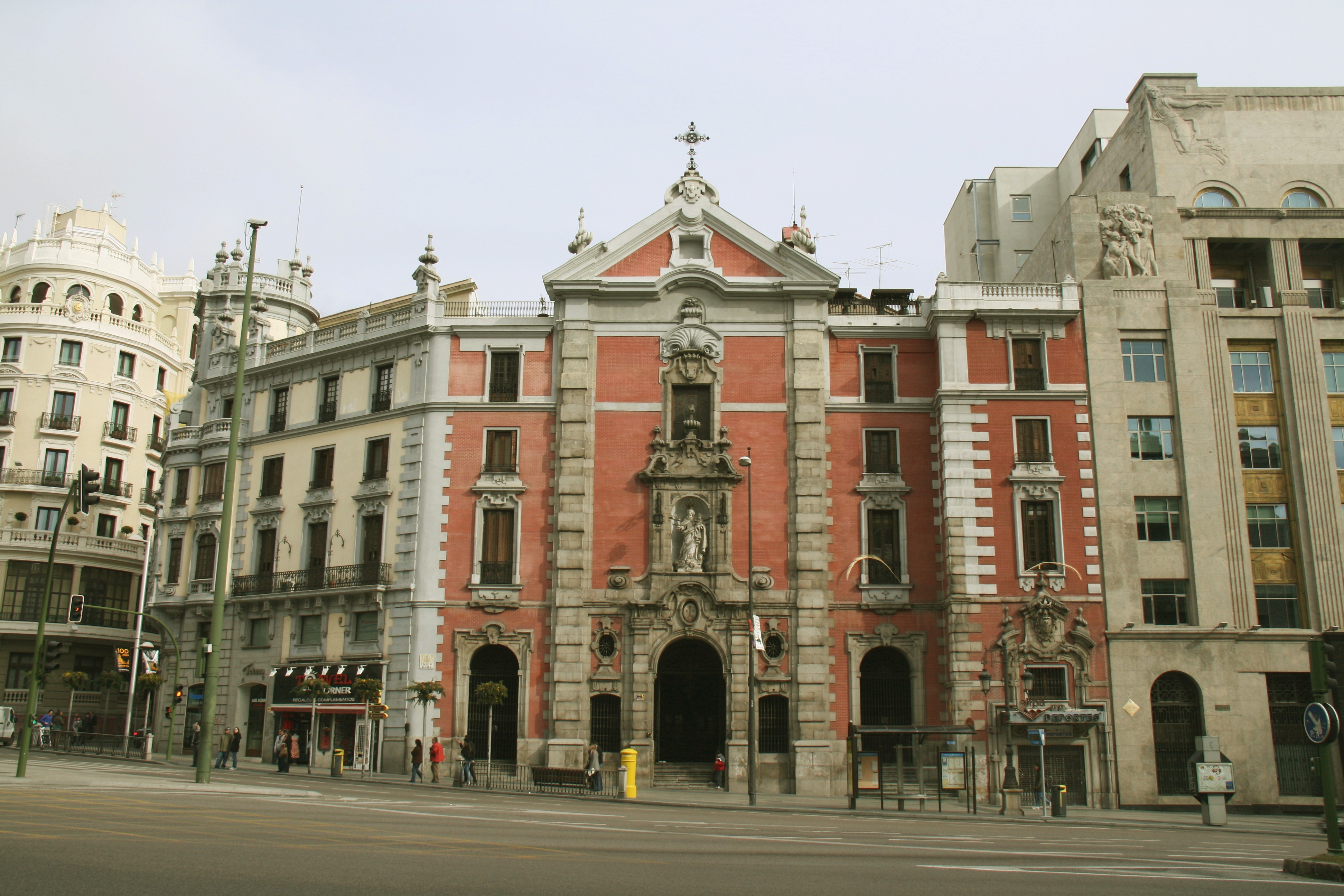
La Iglesia de San José fue el inicio de los derribos, a su derecha se encontraba la popular casa del cura.

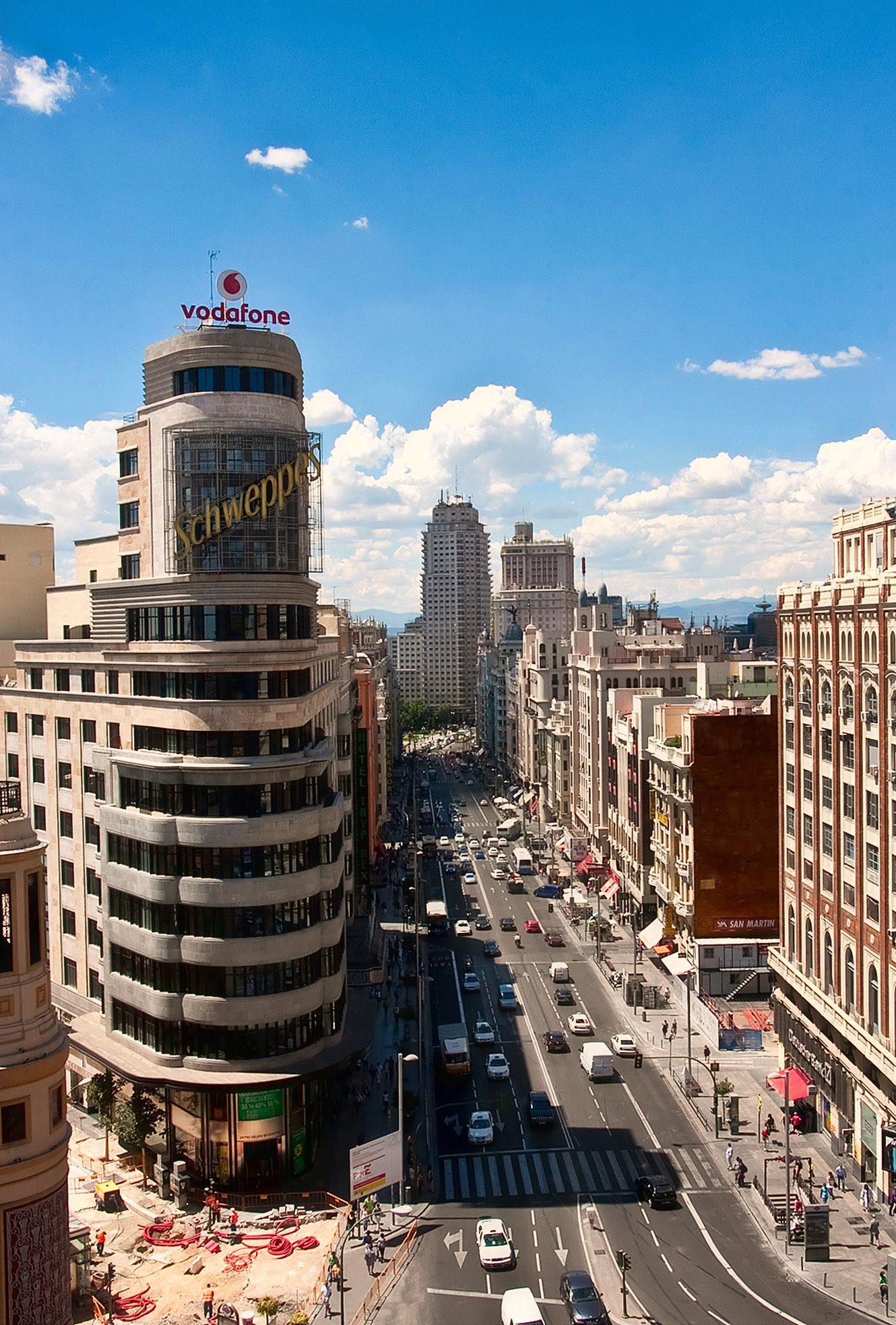
El emblemático edificio Carrión. A su izquierda, quedaron los restos de la calle Jacometrezo; a su derecha, el tercer y más moderno tramo de la calle Gran Vía.

La Gran Vía es una avenida que forma parte del desarrollo urbanístico de Madrid, su historia comienza con el siglo XX. La inauguración de las obras el 4 de abril de 1910, con un piquetazo, por Alfonso XIII confiere en la actualidad a esta avenida más de un siglo de vida. La decisión de construir la Gran Vía entendida como una vía ancha, que fuese elegante y atractiva, data de fechas anteriores, y se remonta al año 1862, justo después de la gran reforma de la puerta del Sol. Las diversas propuestas de realizar una Gran Vía se frustraron hasta que en los años de la primera década del siglo XX se produjeron situaciones legales y sociales favorables. La motivación inicial de tal obra fue la descongestión del casco histórico a causa del creciente tráfico viario de calles como Caballero de Gracia y Montera, pero estas ideas iniciales poco a poco cayeron en el olvido y no se reactivaron hasta comienzos del siglo XX. La Gran Vía nace con la intención de ser un centro emblemático, una avenida que comenzó a mostrar la transición de la ciudad desde la Corte a una moderna metrópoli. Una vía de comunicación que enlace los barrios del este con los del oeste de la ciudad.
La construcción de la Gran Vía requirió la demolición de casi trescientas viviendas, quince calles desaparecidas, nueve mil metros de aceras levantadas, veintinueve mil metros de adoquines, trasiego de cañerías y canalizaciones subterráneas diversas. El primer tramo hasta la Red de San Luis tardó en acabarse casi cinco años. Tras él se comenzó el segundo tramo en 1917 hasta la plaza de Callao y tardó otros cinco años. El tercer tramo en 1922 hasta plaza de España se acabó en 1930. En total se necesitaron más de cuarenta años para terminar los 1306 metros de su trayecto. Durante este tiempo se condensó en una única avenida la historia contemporánea de España de un siglo. La Gran Vía se construyó en medio de muchos cambios sociales, políticos y de transiciones de concepto arquitectónico. La demolición de unos tramos iba acompañada simultáneamente con la edificación de otros. Este periodo se caracterizaba por la existencia de corrientes de eclecticismo arquitectónico. La aparición de nuevas formas de ocio como el cine, o de hábitos de consumo como los centros comerciales, medios de transporte como el suburbano. Todo ello ha dejado como resultado una avenida sin un "único estilo", que ha cristalizado en una evolución de estilos y funcionalidades desde el primer hasta el último tercer tramo. 
La avenida tuvo a lo largo de su historia varias denominaciones, a veces incluso distintas dependiendo del tramo que se tratara. La avenida no tendría el nombre oficial unificado de "Gran Vía" hasta 1980 (nombre que poseía en lenguaje de la calle ya por los años 1960). La Gran Vía unificada tenía una longitud de 1306 metros. El protagonismo que adquirió la Gran Vía tras la construcción de sus primeros tramos dio lugar a una gran expectación popular que atrajo diversos establecimientos de diversión: cine, teatro y en la actualidad musicales. Esta situación de proliferación de cines durante los años 1930 le dio el apelativo de mini-Broadway o una Quinta Avenida. Su posición como parte central y vía de tránsito en Madrid hace que los hoteles y su proliferación sea importante ya desde sus comienzos.

## Situación a finales delsigloXIX

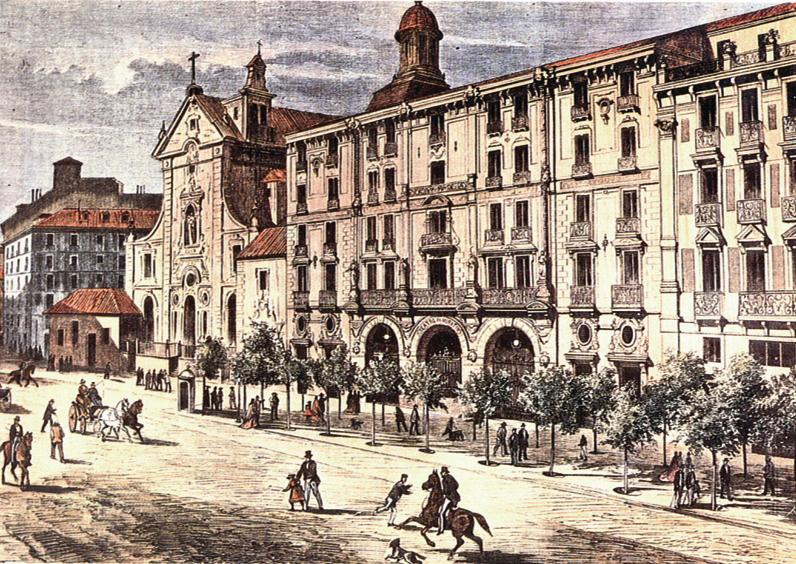
El Teatro Apolo en la calle de Alcalá, ubicado junto a la Iglesia de San José. Por la época de la ilustración puede verse, a la izquierda, cómo el comienzo de la Gran Vía no existía.

El constante crecimiento demográfico de la capital afectaba a mediados del siglo XIX, en gran medida, al centro de la ciudad. Son numerosas las propuestas de remodelación, una de las primeras se debe a Mesonero Romanos que en el año 1846 expone una: "regularización y aprovechamiento interior con vistas a absorber el crecimiento demográfico de la Corte". Esta propuesta de Mesonero fue tomada como una referencia de otras que vendrían después. A partir del año 1857 esta expansión demográfica del núcleo interno de la ciudad se resuelve acomodando nuevos habitantes en las casas del centro histórico, es la denominada expansión en chocolatera que definió por primera vez el periodista Larra (expresión que se emplea para hacer un símil con el desbordamiento del chocolate de una chocolatera caliente). Este efecto se vería mitigado por los presupuestos asignados al Ensanche, diseñado por el urbanista Carlos María de Castro que planteaba un trazado de viviendas más allá del límite marcado por la cerca de Madrid. Este plan de ensanche, tras el periodo del Sexenio Revolucionario, acabó siendo denominado el "Plan del Futuro Madrid" de Ángel Fernández de los Ríos. Estos planes urbanísticos mejoraban las comunicaciones de la periferia, e iniciaban planes de reforma interior. La falta de presupuesto, y los cambios políticos, hicieron que estos proyectos urbanísticos quedaran pronto relegados al olvido. 
La llegada de Sagasta al poder en el año 1886 y el entorno liberal de políticos como Segismundo Moret, José Abascal y Alberto Aguilera, junto con la colaboración de arquitectos como Mariano Belmás, Miguel Mathet, Carlos Velasco entre otros, hizo que regresaran, de nuevo, los intentos y formulaciones de cambio en la estructura urbana. Existía un precedente en Europa en la remodelación de París en el periodo que va desde 1852 a 1870 y llevadas a cabo por Napoleón III y el barón Haussmann, en Estados Unidos surge la corriente del City Beautiful Movement. 
El ambiente de reforma urbanístico madrileño (inspirado por las corrientes krausistas del momento) era tan general que se extienden los iniciales planes de Reforma Interior, a los articulados en el Plan de ordenación del Extrarradio diseñados por el ingeniero Pedro Núñez Granés en 1910. Cabe pensar que la electricidad se instaló en el tejido industrial, los transportes públicos que conectaban una ciudad rápidamente esparcida y de forma irregular, con tranvías eléctricos que desde 1898 fueron sustituyendo los tranvías propulsados por caballos y los de vapor puestos en funcionamiento casi treinta años antes. 

### Planteamientos de Reforma Interior
Tras la reforma de ampliación realizada en la Puerta del Sol se dejó un área uniforme y preparada para la acomodación de los nuevos medios de transporte que se avecinaban con la llegada del siglo. La reforma involucró la expropiación, y posterior derribo, de una treintena de casas, operación que acabó con un ensanche y remodelación del área. Anteriormente a 1868 todos los planteamientos de reforma urbana partían aún de la necesidad de reforzar urbanísticamente la centralidad de la Puerta del Sol, veinticinco años después, ya se comienza a pensar en la necesidad de plantear la reforma interior como instrumento de su descongestión, utilizándose para ello una doble vía. Una propuesta temprana a comienzos del siglo XX proviene del arquitecto José Grases Riera en la que muestra su proyecto titulado: "La mejor calle de Europa en Madrid, Gran Vía central de norte a sur".
Una de las propuestas para crear una nueva vía surge en la denominada Vía Diagonal que conectase el ensanche norte de la ciudad con la zona sur (puerta de Toledo y paseo de las Delicias). Esta calle ancha podría "descargar" de tráfico a la calle Alcalá (desde la calle Peligros y Sevilla) y sus aledañas. El ensanche de la calle Sevilla, que tardó casi diez años en llevarse a cabo, fue el inicio descontinuado de este primer fracasado intento. En marzo de 1886 se presenta el proyecto de Gran Vía Transversal (en el eje Este-Oeste). Presentado por Carlos Velasco y fuertemente apoyado por José Abascal (desde el Ayuntamiento) y Alberto Aguilera (desde el Gobierno Civil). La propuesta incluía la modificación de las calles que comenzando su punto de partida en la calle de Alcalá, frente a la iglesia de San José, y que desembocara, al igual que todas las anteriormente proyectadas, en la plaza de San Marcial (actualmente la plaza de España). Una Vía en línea recta de más de un kilómetro en la que se planteaba una pequeña quebrada de 175º a la altura de la plaza de los Móstenes. Esta propuesta fue la que finalmente lograra la aprobación popular. Hubo otras propuestas como el "Plano general de gran vía de comunicación desde la puerta del Sol hasta el Ferrocarril del Norte", diseñado por los arquitectos municipales Francisco Verea y Joaquín María Vega el 24 de junio de 1882.

### Impacto del "Proyecto Velasco"
El proyecto presentaba una avenida de 25 o 30 metros de ancho con glorietas en los cruces con las calles más importantes. El proyecto tampoco se llevó a cabo por la oposición los vecinos, la falta de presupuesto y la muerte de Velasco en mayo de 1888 acabó dejando el proyecto en el olvido. Como dato curioso, aunque ya presente en otras calles similares de ciudades europeas, se puede señalar que Velasco propuso pavimentar la calzada con madera. En 1862 la Junta Consultiva de Policía Urbana emite un informe sobre las alineaciones a lo largo de la calle Preciados tras la reforma de la Puerta del Sol en el que se proponían nuevos trazados de calles.
El proyecto de Carlos Velasco reunió pronto sus defensores y detractores, su polémica se debatía en todas partes del Madrid decimonónico. El debate se pudo ver en los diferentes estamentos de la sociedad y una muestra puede verse en la obra de zarzuela creada por el popular compositor Federico Chueca (con libreto de Felipe Pérez y González) denominada La Gran Vía y en la que se plasma el revuelo social suscitado por los planes de su construcción. La zarzuela se estrena el 2 de julio de 1886 por el empresario Felipe Ducazcal en un escenario de madera de los Jardines del Buen Retiro, el Teatro Felipe. El éxito de la obra fue tan grande que el día 25 de marzo de 1896 se estrenaba, de nuevo, en el popular Teatro Apolo cercano a la que sería Gran Vía años después. Se representaba dos veces por noche en primera y cuarta sección (tres los días festivos). Llegó a representarse en Italia. El pueblo de Madrid hablaba y debatía en los Cafés sobre la conveniencia de una Gran Vía antes ya de que existiera, incluso antes de que en 1910 se derribara el primer ladrillo de las demoliciones. El éxito de la zarzuela, indicado por las alabanzas de los periódicos de la época, muestra gran interés popular a finales del siglo XIX. El periódico El Liberal tenía una columna diaria dedicada a todo lo que la reforma fuera significando para la ciudad.

## Gestación, expropiación, subastas y derribos
Durante casi veinte años el tema de la Gran Vía fue discusión popular, fuente de polémica en la prensa y en la calle. La operación tenía desde sus inicios dos problemas serios que paralizaban cualquier iniciativa. Por un lado era muy costoso para la Administración, y por otro lado era muy impopular derribar casi tres centenares de casas en el centro de la ciudad. Era necesario encontrar mecanismos legales y sociales que desbloqueasen todo. La Ley de Reforma Interior de 1895 acelera el proceso legal debido a que introduce nuevos mecanismos de expropiación urbana (modificando la anterior Ley de Expropiación de 1879). Por otra parte, a partir de 1895 el ensanche de Madrid, dispara un nuevo fenómeno de emigración de las clases altas que abandonan el centro de la ciudad para trasladarse a los nuevos entornos urbanos alejados de la puerta del Sol. Se construyen residencias lujosas en la Castellana. Este fenómeno trajo como consecuencia un cambio en la estructura social del centro de Madrid.
De esta forma tras haberse producido los cambios sociales y legales, ya era posible, a comienzos del siglo XX afrontar la descongestión circulatoria y la renovación del tejido urbano próximo del centro. Para algunos autores la «Reforma de la Prolongación de la calle Preciados» pretende dar respuesta a cuestiones no estrictamente sanitarias. Para J. C. Rueda: «la Gran Vía es, ante todo, la solución ante la que se percibe como apabullante crisis de trabajo en la coyuntura descrita entre 1898 y 1909». A pesar de haber trazado un plan de ejecución claro y contundente, durante los años siguientes surgirán nuevas ideas urbanísticas, nuevas polémicas, debates.

### Gestación del proyecto
El proyecto inicial de Velasco fue revisado posteriormente por los arquitectos municipales José López Sallaberry y Francisco Octavio. Se mantiene el origen de la nueva avenida en la casa del cura, y el fin de la nueva avenida en la plaza de España. El estudio de ambos arquitectos se realiza ahora con el espíritu de la nueva Ley de Reforma Interior de 1895, y define tres tramos de ejecución. El día 26 de octubre de 1898 se hace público un proyecto acerca de cómo debe ser ejecutado el primer tramo de la avenida, en este diseño se propone una calle de veinte metros de anchura (técnicamente se denomina latitud). Se sugiere la necesidad de quebrar lo menos posible la dirección de su eje principal a lo largo de cada uno de sus tres tramos. La obra se ejecutaría en tres fases sucesivas, la primera con una anchura de veinte y cinco metros (desde la calle de Alcalá a la Red de San Luis), el resto de tramos tendrían más de treinta metros. Se denominó inicialmente al primer tramo como Avenida B (siguiendo aproximadamente el eje de la desaparecida calle San Miguel), la segunda como Bulevar (siguiendo a la calle Jacometrezo) y la tercera como Avenida A (desde la plaza de Callao hasta la Red de San Luis). La anchura de la nueva calle estaba limitada por el tamaño previsto de las expropiaciones. La magnitud, y envergadura de la obra de más de un kilómetro de longitud hizo que se estableciera un periodo de dudas e incertidumbres. 
Una real orden promulgada el 27 de enero del año 1899 en la que se concede a los autores del estudio, en vista del anteproyecto presentado por el alcalde conde de Romanones, la autorización para que formulasen el definitivo, dándoles un plazo de dos años que luego fue prorrogado. Las obras serían de gran magnitud y era necesario meditar las consecuencias. Al enterarse la prensa de esta reforma, pronto tuvo sus detractores, que alegaban la importancia del eje Puerta del Sol (era el de mayor tránsito a comienzos del siglo XX). Dentro del espíritu de reformas urbanas, el único que logra realizar su proyecto urbanístico es Arturo Soria, es autor de la Ciudad Lineal que en 1892 expone su idea de una ciudad fuera del entorno del casco histórico. Los herederos de Velasco (concretamente de su hijo: Carlos Velasco Peyronnet) reclamaron a los autores del estudio la autoría. Esta reclamación hizo que vieran implicados los Tribunales de Justicia así como la Junta de Urbanización y Obras del Ministerio de Gobernación, órgano urbanístico supremo, la cual informó definitivamente el 4 de mayo de 1904. Sentenciando que:

Siendo esencialmente distinta la idea que inspiró cada uno de estos proyectos, distinta la zona de expropiación, los trazados fundamentales y los detalles todos que los complementan, no hay posibilidad racional de compararlos.

Esta sentencia da vía libre la ejecución de derribos y edificaciones. El proyecto de la Gran Vía es aceptado por el ayuntamiento en 1901 y el 8 de noviembre de 1904 por el Ministerio de la Gobernación y publicado en la Gaceta de Madrid. La Real Orden de 1904 aprobó la construcción de una vía ancha que uniera la calle de Alcalá con la plaza de España. El objetivo del proyecto que comienza es el de: «la construcción de grandes vías que den aire, luz y por consiguiente, higiene a barriadas enteras». Resulta natural que las ideas higienistas de urbanismo aplaudieran esta iniciativa.

### Las calles antes del derribo

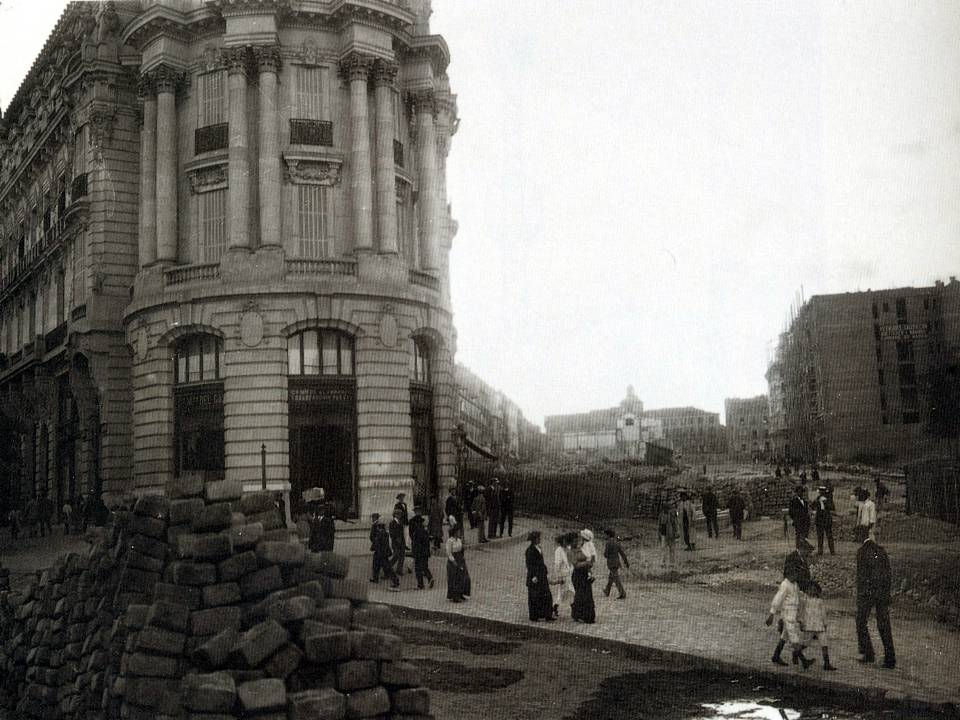
Derribo de casas en 1912 para la apertura de la Gran Vía. A la izquierda el edificio Metrópolis ya terminado.

La Real Orden de 12 de enero de 1905 abre la posibilidad de comenzar las expropiaciones y los derribos. Uno de los objetivos motivantes era el de lograr una expansión que una el barrio de Salamanca con el de Argüelles en lo que sería el ensanche de Madrid. La Gran Vía en su polémica acción de derribos había cortado por lo sano el viejo caserío de plazas y callejuelas sin que hubiera dejado de ser una intervención limitada. En muchos casos no se realizó un adecuado inventario para decidir su conservación. Es cierto que algunas de las calles entre la puerta del Sol y Iglesia de san Martín mostraban un aspecto poco aseado, y casi en estado de derribo. Y ello justificaba una acción higiénica desde finales del siglo XIX. 
Las calles principales que formarían la Gran Vía eran la calle de San Miguel (que ocupaba el primer tramo) y la calle de Jacometrezo (segundo tramo y de la que en la actualidad sobrevive una pequeña parte). Eran calles no muy anchas, tenían entre ocho y nueve metros. La calle de San Miguel, que desaparecería en el primer tramo, tenía una longitud aproximada de quinientos metros y acababa en la Red de San Luis (era paralela a la calle Caballero de Gracia y la calle de la Reina). Esta zona estaba construida desde finales del siglo XVI y comenzaba en la plaza de la Paja (ubicada en el área donde se encuentra el edificio metrópolis). Las calles de San Miguel y Caballero de Gracia confluían en la casa de la duquesa de Sevillano (ubicada aproximadamente en la zona del Edificio Grassy). Esta calle es mencionada por escritores de la época.
La calle de Jacometrezo sirvió de guía para el segundo tramo se había caracterizado hasta entonces por la presencia de las tiendas de libreros, a los que se compensó trasladándose al paseo del Prado, junto al Jardín Botánico, y años después trasladados a la Cuesta de Moyano. El permanente desguace y derribo permitió que se estableciera un permanente mercado callejero, concretamente en la sección del Rastro denominado "Las Américas del Rastro". El resultado final será, en boca de sus autores, una zona "más saneada". Hubo detractores de la nueva avenida a causa de los derribos, muchos de ellos dentro del ambiente literario, ejemplos son: Pío Baroja, Azorín y Ramón Gómez de la Serna (en su Elucidario de Madrid). Pronto se unirán arquitectos como Fernando Chueca Goitia, quien ha sido uno de sus mayores detractores.

### Las subastas de los derribos

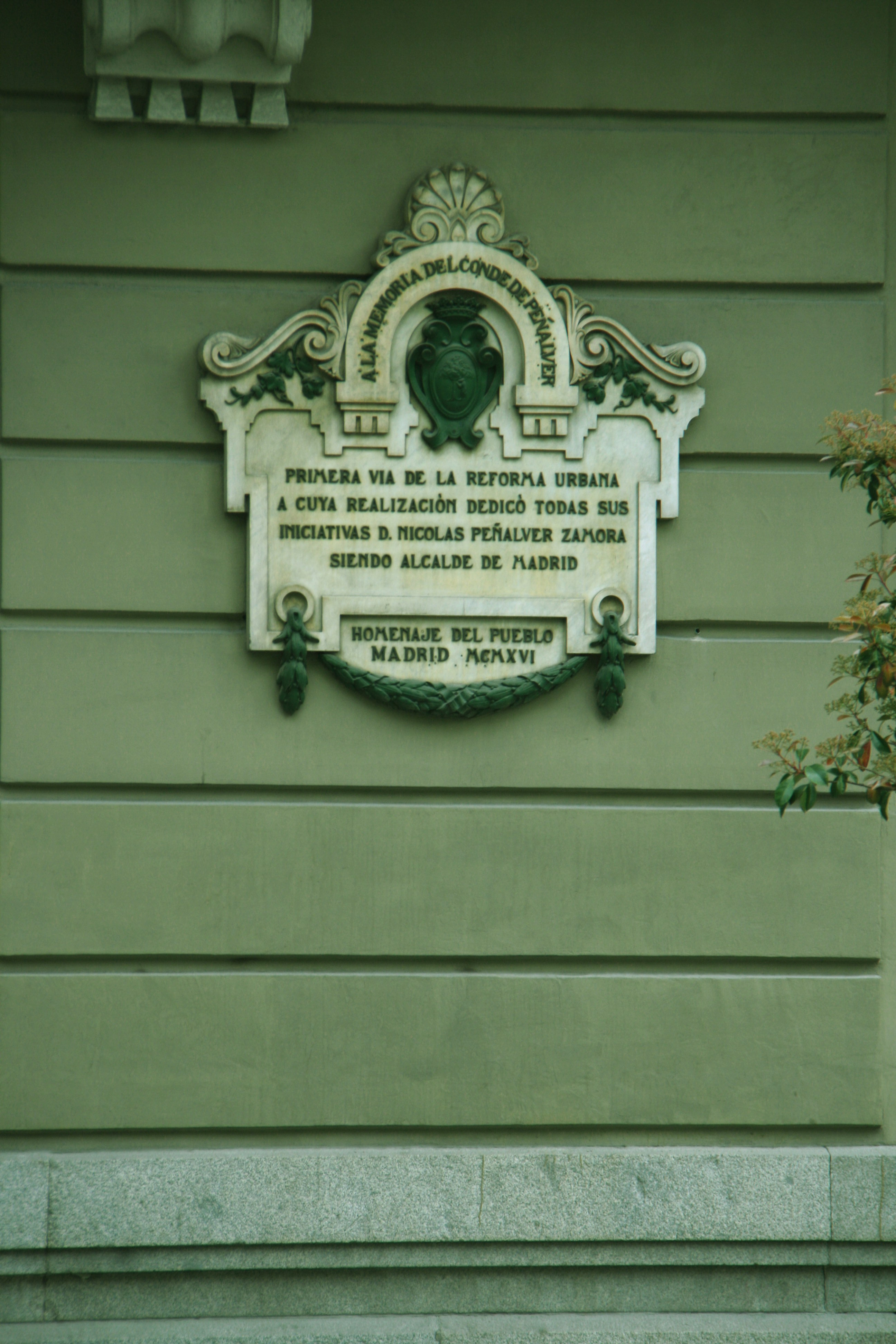
Placa homenaje en el edificio de la Gran Peña al "Conde de Peñalver" uno de los promotores de la obra: "Avenida del Conde de Peñalver. Primera vía de la reforma urbana a cuya realización dedicó todas sus iniciativas don Nicolás de Peñalver y Zamora, siendo alcalde de Madrid. Homenaje del pueblo. MCMXVI".

El día 5 de febrero de 1905 se realizó la primera subasta de obras. A esta primera convocatoria no asistió nadie. La segunda convocatoria celebrada en el mes de abril del mismo año tuvo la misma suerte que la anterior convocatoria, quedando desierta por segunda vez. La tercera convocatoria de subasta de obras en 10 de diciembre de 1908 se concedió la subasta al senador Rafael Picavea que finalmente perdió sus derechos por no presentar la fianza requerida por las bases. Tres subastas quedaron desiertas a lo largo de tres años. El 26 de agosto de 1909 fueron aprobadas unas nuevas bases de licitación de obras, que esencialmente consistían en la celebración de concursos, en lugar de subastas. Este mecanismo permitía al Ayuntamiento adjudicar las obras al "mejor" en lugar de al "mejor postor". Siendo alcalde José Francos Rodríguez, el día 13 de noviembre de 1909 se adjudicó finalmente la obra a Martín Albert Silvert por la cantidad de más de veintiocho millones de pesetas, el pliego de condiciones fue presentado por el propio conde de Peñalver. Silvert era un banquero de origen francés. El 4 de abril de 1910 se produce el famoso golpe de piqueta del Rey en la fachada de la casa del cura contigua a la iglesia. Quedando zanjado el largo proceso de adjudicación de los derribos. Cabe destacar que durante este periodo el conde de Peñalver como alcalde de la ciudad, gracias a sus gestiones y empeño personal se dieron estos primeros pasos, a pesar de los problemas existentes. 
En 5 de mayo de 1923 cuando se ejecutaban las obras de apertura del segundo tramo de la Gran Vía, Martín Albert (mediante su representante legal Emilio L. L. Hess) cede sus derechos a favor del banquero bilbaíno Horacio Echevarrieta como adjudicatario el resto de las obras. La cesión fue aprobada por el Ayuntamiento de Madrid y por el Gobierno el 5 de mayo de 1923. Horacio Echevarrieta ejecutaría más de la mitad de la Gran Vía que le quedara, no pudiéndose dar por efectivamente rematada la Gran Vía hasta que en 1950 se realizó el enlace con la penetración Noroeste de la calle de la Princesa.

## La construcción de los tres tramos
La construcción se fue realizando secuencialmente en tres tramos consecutivos durante un periodo de veinte años. Cada tramo se ejecutó en un periodo aproximado de un lustro, el tercer tramo se ejecutó en dos etapas para no interrumpir el tráfico en la calle de San Bernardo. La decisión de realizar las obras de demolición y construcción se tomaron con la idea de no "seccionar" el incipiente tráfico de la ciudad. Se trataba de la mayor reforma planificada para comienzos del siglo XX en la ciudad. Reforma que no estuvo exenta de problemas a lo largo de las casi dos décadas que duró su obra. El derribo de más de trescientas y medio centenar de solares, expropiaciones y litigios diversos. Pero al mismo tiempo incluir nuevas cañerías, la interacción con las obras de un nuevo medio de transporte suburbano que se denomina Metro. Curiosamente nunca hubo un tranvía a lo largo de la Gran Vía, aunque sí a través de sus calles perpendiculares (como calle Fuencarral). El proceso de asignación y permiso de las obras fue casi más costoso para todos que la propia construcción. 
Los edificios del primer tramo son elegantes de estilo neobarroco, mientras que los de los tramos segundo y tercero fueron más funcionales. Cabe destacar que durante el periodo constructivo, los más importantes arquitectos fueron convocados a diseñar los edificios de la nueva avenida. Para ello eligieron el racionalismo, el expresionismo o el art-decó para expresar su modernidad en la capital.
Ya desde los primeros instantes las calles que formaban la Gran Vía tenían oferta cinematográfica. El segundo tramo, que se llenó de nuevos locales comerciales, era un bulevar en algunas secciones. Los dos primeros tramos se desarrollan en un periodo político de restauración borbónica en España, hasta que en 1931 Alfonso XIII abdica dando lugar a la Segunda República. Durante la construcción del tercer tramo se produce la Guerra Civil y el periodo de posguerra. 

### Primer tramo: Avenida del Conde Peñalver

Plano del primer tramo de la Gran Vía, entre la calle de Alcalá y la Red de San Luis. En trazo grueso, las manzanas actuales, construidas al abrir la nueva calle. En amarillo, las manzanas que se eliminaron, con los números según la Planimetría General de la Villa del. En la manzana 289, donde hoy el Edificio Metrópolis estaba la Casa del Ataúd. En la 293 está el Oratorio del Caballero de Gracia. La pequeña manzana 295 estaba ocupada enteramente por el palacio de la duquesa de Sevillano. En la 297 estaba el Colegio de las Niñas de Leganés. La manzana 302 perdió su extremo sur, que ocupaba gran parte de la Red de San Luis, con lo que ésta aumentó su superficie.

Las obras comenzaron el 4 de abril de 1910 en el que se denomina «primer tramo» (comprendido entre la calle Alcalá hasta la Red de San Luis). Estaba prevista un periodo de obras de ocho años. El éxito del Casino y del Círculo de Bellas Artes en la calle de Alcalá pone de moda que en este primer tramo se dedique un espacio a las asociaciones sociales: Casino Militar, la Gran Peña y el Círculo de Unión Mercantil. De la misma forma surge la aparición de locales de moda donde se sirven los populares cocktails en los anejos a hoteles de lujo madrileños, como en el Palace y el Ritz. Permite la aparición de bares de estilo americano en este primer tramo como: Chicote, el Abra o Pidoux. 
El conde de Peñalver fallece en 1916 sin lograr ver finalizado el primer tramo, sus labores de apoyo al proyecto en los difíciles momentos de las subastas hicieron que se le asignara nombre en su honor. En la plaza de Cibeles se edifica el Palacio de Comunicaciones. Durante la realización de este tramo estalla la Primera Guerra Mundial que trajo algunas consecuencias como la escasez de hierro, necesario para la realización de los edificios. Tras este conflicto la aparición de la industria automovilística en España, hizo que surgiera el fenómeno de tráfico creciente de automóviles en las calles y avenidas de Madrid.

#### Inauguración de los derribos
A primera hora de la mañana, el rey se acerca a la otra acera y dio un piquetazo (es decir, dio un golpe simbólico con una pequeña piqueta de oro) en un ladrillo del muro junto a una ventana de la casa del cura de San José (pequeño edificio a la izquierda y contiguo a la iglesia de San José). Tras el evento, el rey firma el documento que da comienzo a las obras de derribo. La casa del cura (ubicada en la entrada de lo que es hoy en día la entrada a la Gran Vía de Madrid) fue, por tanto, la primera demolición de trescientas que darían lugar a la que será la futura Gran Vía (un total de once manzanas). Para este evento acudió el rey Alfonso XIII acompañado de su esposa Victoria Eugenia de Battenberg. La familia real se acomodó en una tribuna situada junto a la «Casa del Ataúd» (donde hoy está el Edificio Metrópolis) y adornada con tapices de la serie de la historia de Absalón de la Real Fábrica de Tapices. Además del rey, asistieron la reina madre María Cristina, las infantas Isabel y María Teresa y el príncipe Adalberto de Baviera. También se dispusieron otras dos tribunas, una para miembros del Ayuntamiento y otra para el Cuerpo Diplomático, ambas adornadas con tapices de la serie de los Faetones.
Las operaciones de demolición comenzaron de inmediato, tras la inauguración. Este primer tramo acabaría su ejecución cinco años después de su inauguración: octubre de 1915. No obstante el tramo se abrió al paso el 28 de octubre de 1917 y la entrega oficial por el contratista no se hizo oficial hasta 18 de junio de 1924. Previo a la construcción y derribo de casas se denominó al primer tramo como Avenida B. Tras la muerte del conde Peñalver en 1916, el Ayuntamiento decidió renombrar el tramo en su honor.
El primer tramo de la nueva avenida correspondía al eje de la calle de San Miguel (paralela a la calle del Caballero de Gracia) y sus obras correspondían a la demolición de la primera línea de fachadas de esta calle a lo largo de la misma. En el año 1911 (un año después de la inauguración) finalizaron las demoliciones de las sesenta y seis casas de este tramo, tras ello se procedió a la realización de desmontes y terraplenes. Era muy popular ir a visitar "la obra", por esta razón muchos madrileños se acercaban desde Alcalá para ver la evolución de las obras de modernización. Tras la realización de los desmontes y el terraplenado se produjo la construcción de las alcantarillas de servicios y las subastas de las nuevas manzanas. Este tramo será el más estrecho de los dos restantes. 
Entre los edificios demolidos cabe destacar el antiguo Colegio de Niñas de Leganés, denominado así en honor a uno de sus principales protectores: el general Espínola (marqués de Leganés); el palacio Masserano lugar donde vivó Víctor Hugo en su infancia y que luego albergó la famosa fonda de Genieys y que posteriormente se convirtió en la sede del periódico titulado El Heraldo de Madrid; el palacio de la duquesa de Sevillano, la casa Astrearena, la casa del Ataúd que se denominaba así popularmente por lo estrecho de su fachada entre las calles de Caballero de Gracia y la calle Alcalá.

#### El problema del testero del Oratorio del Caballero de Gracia
El trazado del primer tramo, tal y como se ideó en el proyecto, transcurría en línea recta en ligera cuesta, desde la casa del cura hasta la Red de San Luis. El Oratorio del Caballero de Gracia (entre las calles Gran Vía n.º 17 y Caballero de Gracia n.º 5) fue una de las primeras polémicas con la que se encontró el proyecto de construcción del primer tramo. Debido en parte a que el testero del templo se encontraba en medio del trazado en línea recta. La necesidad inicial establecida de tener ejecutar cada uno de los tres tramos en línea recta, hace que el edificio de Juan de Villanueva (construido en 1786) que contiene el Oratorio tuviera que ser derribado por interceptar su trazado. La nueva fachada fue diseñada por Custodio Teodoro Moreno desde 1826 a 1832. La importancia de esta iglesia centraba su atención en que se encontraba una imagen de la Virgen de Gracia así como los restos de Jacobo de Grattis (Caballero de Gracia). 
Existían varias razones para no derribar el Templo. Por un lado la Virgen de Gracia era muy adorada en el Madrid de la época, a esto se añadía que el derribo de un templo no era popular. Menos aun un templo realizado por el arquitecto Juan de Villanueva. Por lo tanto, tuvieron los ingenieros que verse obligados a modificar el trazado recto inicial, curvando ligeramente su trazado hacia el norte. Evitando de esta forma el templo que muestra su pseudo-fachada norte a la avenida. 

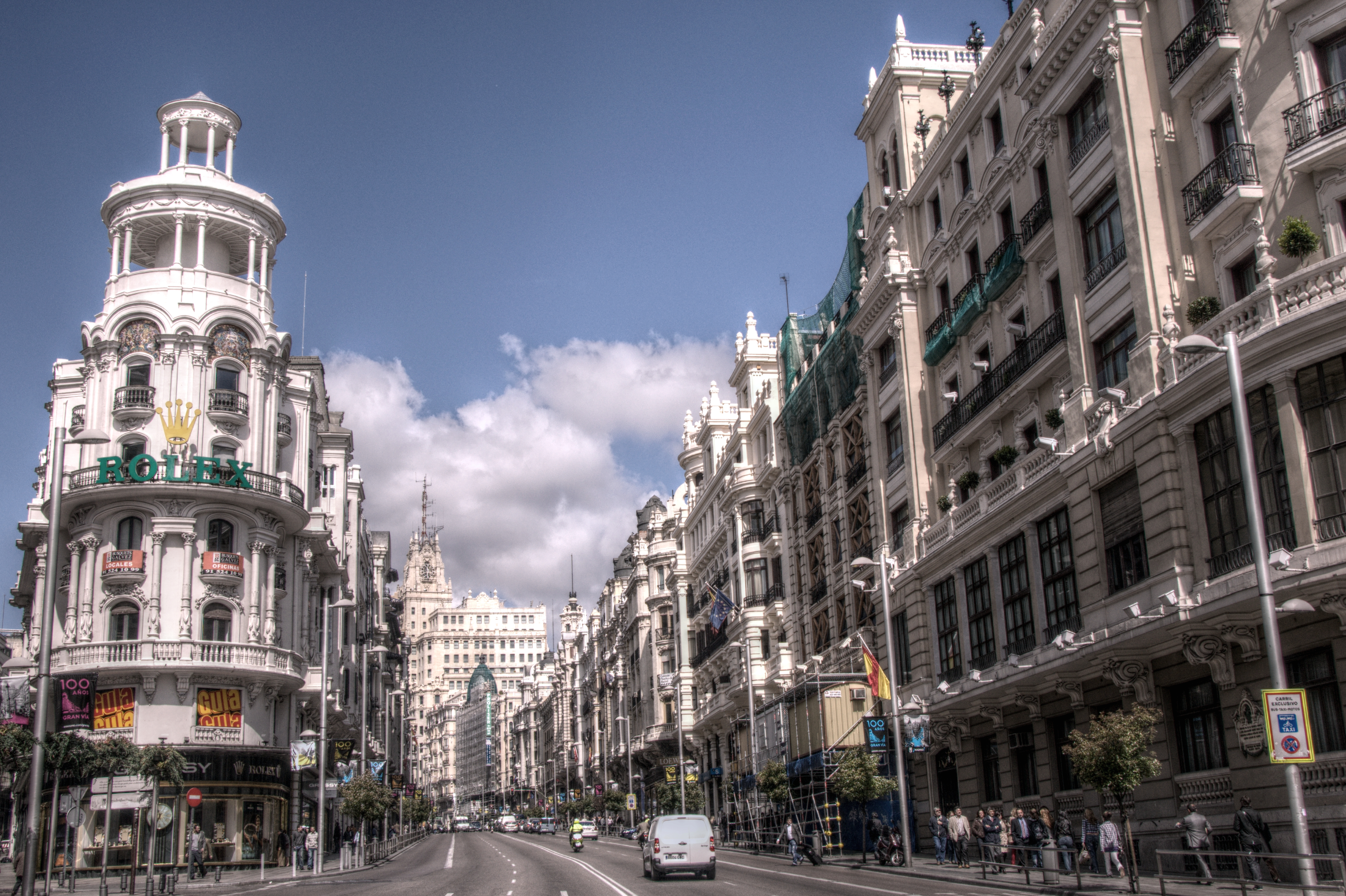
Primer tramo. A la izquierda, la joyería Grassy (1917).

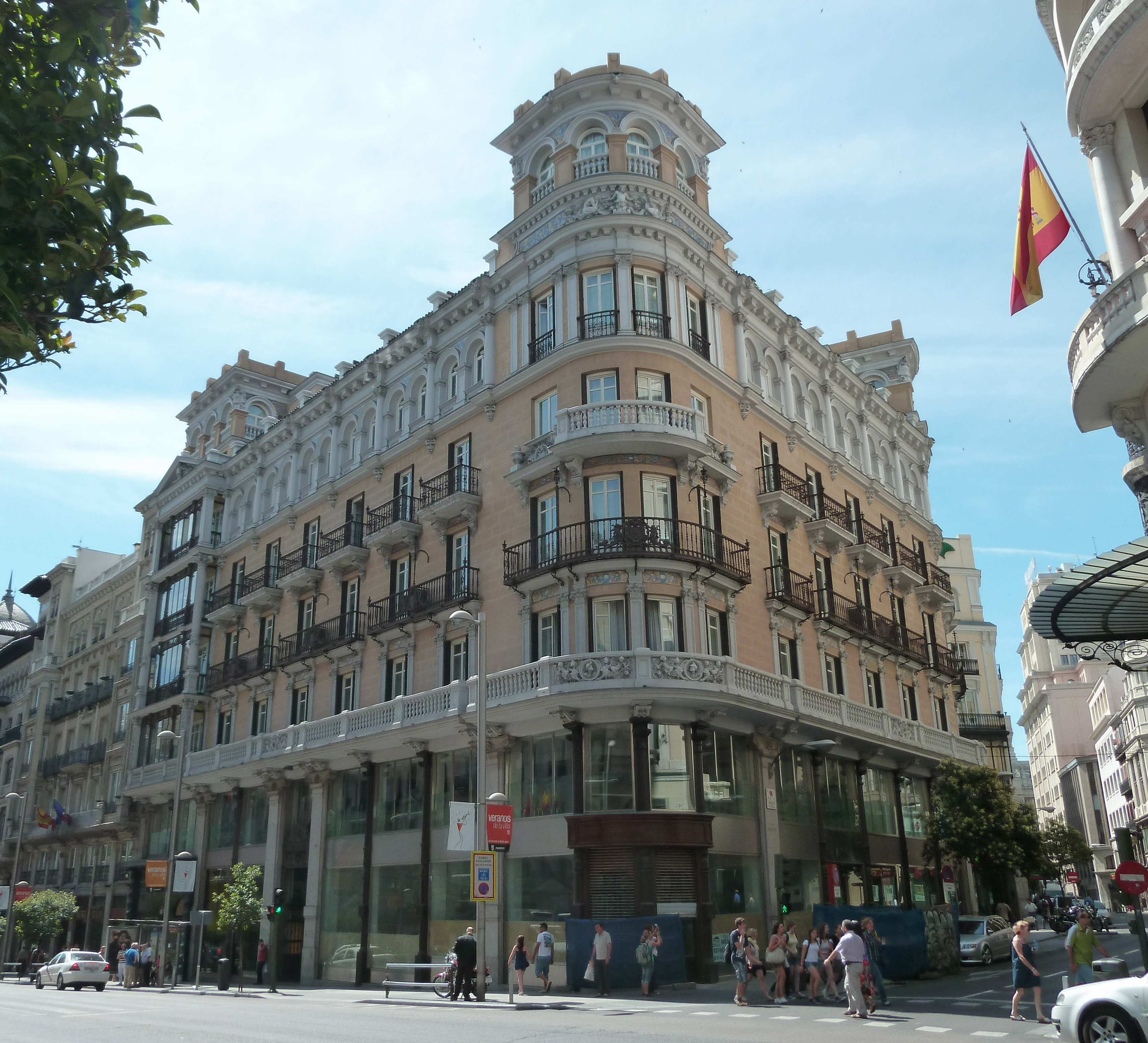
Hotel de las Letras, en el n.º 11.

#### Los edificios del primer tramo
En el Madrid de la época se sintió la propagación de una epidemia de gripe de 1918-19 que afectó a los barrios obreros cercanos. Esta gripe afectó al número de obreros de construcción necesarios para el desarrollo de las obras de edificación. En el primer tramo se establece el edificio que posee la joyería Grassy, construido entre 1916 y 1917. En el número dos se encontraba el edificio del círculo social de la Gran Vía (La Gran Peña), sociedad creada en 1869 en el Café Suizo. En este edificio se encuentra en la actualidad la placa dedicada a la inauguración de la Gran Vía. Influido por la calle de Alcalá (centro financiero de comienzos del siglo XX), se instalan entidades como Previsores del Porvenir como en el edificio del n.º 2 diseñado por los hermanos Feduchi: Luis y Javier. En la actualidad este edificio es propiedad de la Consejería de Educación de la Comunidad de Madrid. El número doce de la avenida levantado por la desaparecida Sociedad Inmobiliaria Villa de Madrid, posee en sus bajos el célebre Bar Chicote. En este tramo hubo otros bares americanos famosos como: el Abra (ubicado en los bajos del n.º 9) y el Pidoux. Hubo igualmente tiendas como la Papelería Vallejo (n.º 11) especializada en instrumentos de dibujo. El edificio del número trece está dedicado al Casino Militar, inaugurado por Alfonso XIII en el año 1918. 
En el diecisiete se encuentra el ábside del Oratorio del Caballero de Gracia, esta falsa-fachada fue diseñada por el arquitecto Carlos Duque. En el número 19 de esta calle se edificó el 15 de mayo de 1921 la sede de los Almacenes Rodríguez, encargada a Modesto López Otero. Este edificio se derribó en 1977 siendo el Juzgado de lo Contencioso-Administrativo. El número veintiocho, construido entre los años 1918 y 1924, es dedicado al Círculo de la Unión Mercantil. En el número 22 se encuentra el edificio Zuazo construido en 1919 fue la sede del Banco Matritense, proyectado por Secundino Zuazo. Ya en la Red de San Luis, entre las calles de Hortaleza y Fuencarral existe una casa que se denomina casa Astrearena debido al nombre de su propietario, esta casa dio origen a un proverbio madrileño: «Como casa Astrearena, mucha fachada y poca vivienda». En la actualidad algunos de los edificios son propiedad de la Comunidad Autónoma de Madrid y cumplen funciones burocráticas especiales.

### Segundo tramo: Bulevar de Pi y Margall
El segundo tramo de la Gran Vía discurre desde la Red de San Luis (intersección de las calles de la Montera y Gran Vía) en meseta hasta la plaza del Callao. Sus obras de demolición comienzan el 4 de febrero de 1917 y transcurren a lo largo de la calle Jacometrezo. Esta vieja calle era de mayor longitud y más poblada que la de San Miguel. Se respetaron la mayoría de las calles perpendiculares. En este tramo se derribaron 125 fincas, y desaparecieron las siguientes calles: Jacometrezo (fue derribada parcialmente ya que existe en la actualidad), así como las calles de San Jacinto, Leones, y Travesía del Desengaño. La demolición terminó a mediados de 1921. Las obras de infraestructura comenzaron de inmediato y acabaron en 1922. Este segundo trozo fue concebido más ancho, e introdujo más cambios que el primero. El nombre dado a este tramo es Avenida Pi y Margall mediante acuerdo municipal de 5 de abril de 1918, la plaza del Callao se finalizaría el 20 de agosto de 1927. El tramo, que transcurre horizontalmente nivelado por la acrópolis de la ciudad fue ideado inicialmente como un bulevar, pero en 1921 el Ayuntamiento decide dedicarlo al tráfico rodado debido al creciente número de vehículos. 
Los proyectos urbanísticos de modificación del trazado no cesaban de surgir, a pesar de estar la ciudad en obras. Un ejemplo se puede ver en el ingeniero José Luis Oriol, que durante el proceso de derribos del segundo tramo: en 1919, presenta una nueva propuesta de operación viaria, desde la glorieta de Bilbao presenta un ensanche similar al realizado pero que une con la de Callao (por aquel entonces no se había edificado en Palacio de la Prensa). Este plan fue criticado por la Junta Consultiva del Ayuntamiento y finalmente desestimado por conducir todo el tráfico del norte a la puerta del Sol, algo que se quería evitar desde sus inicios.

Plano del segundo tramo de la Gran Vía, entre la Red de San Luis y la plaza del Callao. En la manzana 343 estaba la Iglesia de San Luis Obispo, que dio nombre a la Red de San Luis y que sobrevivió a la construcción de la Gran Vía pero fue destruida durante la Guerra Civil. También en esta manzana, en el número dos de la calle de Jacometrezo, estaba la casa por la que se pagó el precio más alto en las expropiaciones de la Gran Vía: 770 439 pesetas.

El ambiente social y financiero durante la construcción de este tramo coincide con el periodo de los felices años veinte. El empleo del automóvil va creciendo a un gran ritmo, sobre todo desde el final de la Primera Guerra Mundial. Aparece el teléfono como nuevo medio de comunicación, substituyendo a la telegrafía. Los conceptos de la City Beautiful que inspiraron al primer tramo, dan paso a la novedosa escuela de Chicago. En arquitectura se comienza a emplear nuevos materiales como el hormigón armado. Los gustos artísticos han cambiado desde el comienzo de los derribos, y de la moda del historicismo se pasa a la predilección del futurismo.

#### Red de San Luis
Es un espacio en el que concluyen diversas calles, siendo las más destacadas la de Montera, Hortaleza y Fuencarral. Existía esta área como punto de nacimiento de la calle de Jacometrezo antes de las obras de demolición. Su función era la ser un área reservada para un mercado y abrevadero (en su centro había una fuente denominada de los Galápagos). Este espacio, debido al trazado de la Gran Vía, se convierte en la primera rótula entre el primer tramo y el segundo. En el año 1919, durante la construcción de este segundo tramo, se inauguró la estación de Metro denominada: Gran Vía (correspondía a la línea 1), aunque en el primitivo proyecto figuraba con el nombre de Red de San Luis. Esta estación poseía un templete con ascensores, diseño de Antonio Palacios Ramilo. El templete se desmonta en 1970 y en su lugar se instala una fuente de aves articuladas, diseño de Manuel Herrero Palacios. Existía en la Red de San Luis una iglesia de San Luis obispo que salvándose al trazado, acaba quemada en 1935 y su portada se traslada a la Iglesia del Carmen en la calle de la Salud. 
El 23 de enero del año 1928 se produjo un incidente en las calles que alimentó el anecdotario de la Gran Vía. Desde un transporte de ganado que era trasladado al matadero de Legazpi se escapa un toro que corriendo por las calles aparece en la Gran Vía. Llevaba varias horas sembrando el pánico por las calles cuando topa con el matador Fortuna, que por casualidad paseaba por la avenida, toreó al animal con su abrigo hasta que alguien le llevó un estoque y finalmente lo ejecutó de un descabelle. En la época de tranvías, subía desde Montera un tranvía que iba por Fuencarral, otro por Hortaleza realizaba el mismo trayecto en sentido contrario. Posteriormente la Red se convirtió en parada de autobuses de la EMT, hasta que a comienzos del siglo XXI se peatonalizó la calle Montera. En la esquina se encontraba la Joyería Aleixandre que fue adquirida en los ochenta por la franquicia McDonald's. 

#### Edificios del segundo tramo

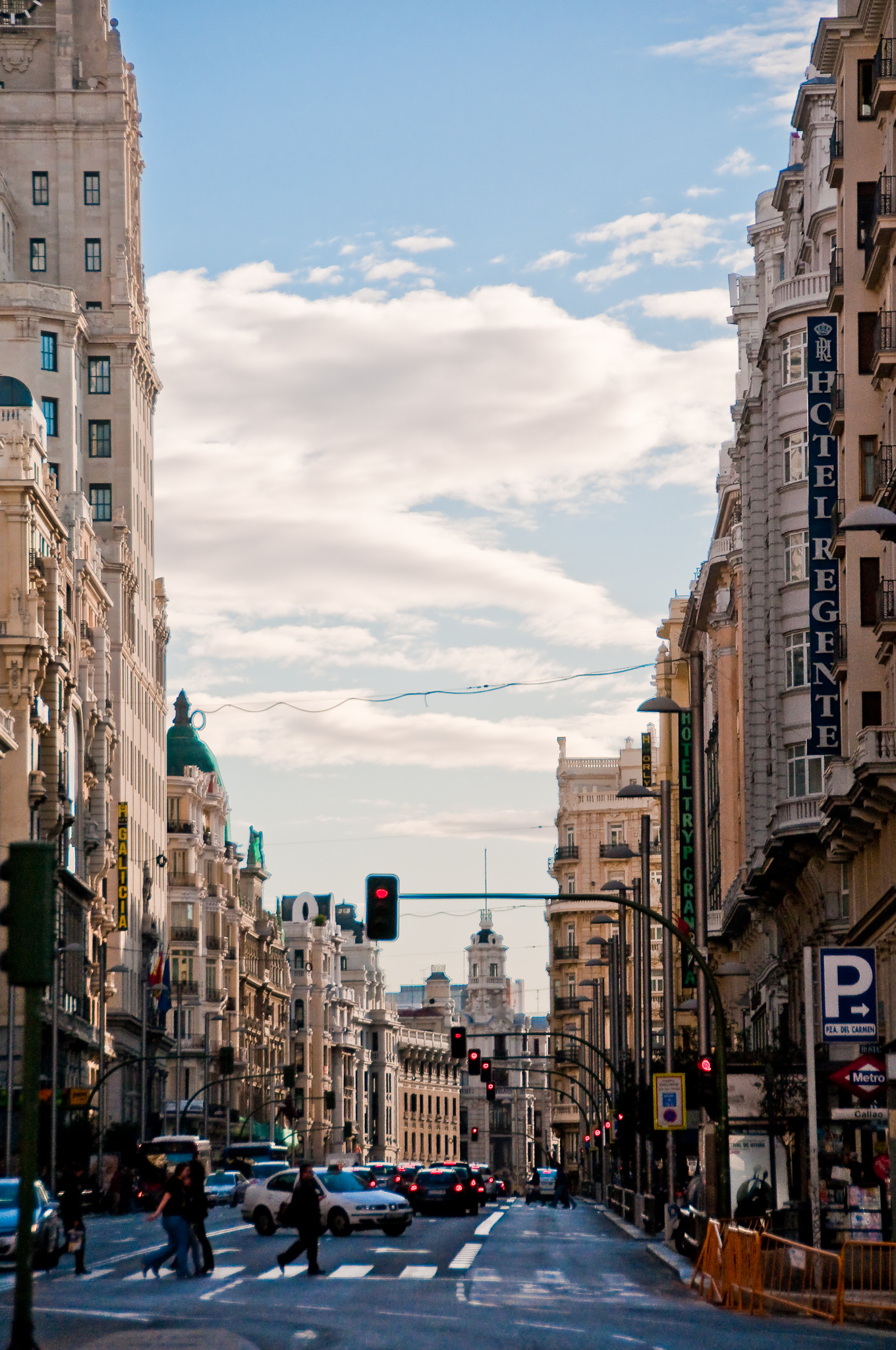
Segundo tramo.

En el segundo tramo se ubican pronto el domicilio social de importantes compañías españolas, entre ellas sobresale la Telefónica Nacional de España. El Edificio Telefónica (situado en Gran Vía 28) se comienza a construir entre 1926 y 1929, y fue el primer rascacielos construido en Europa, además del rascacielos más alto de Madrid desde esa fecha hasta 1953, en que el Edificio España, a una distancia de casi medio kilómetro, en la plaza de España, le arrebató el puesto. Los Hoteles dominaron este tramo desde sus inicios, el Hotel Gran Vía (n.º 25) se construye entre 1920 y 1925 bajo el diseño de Modesto López Otero, en sus bajos estuvo durante la década de 1990 la tienda Madrid Rock. 
En el número treinta se encuentra la única casa proyectada por el arquitecto López Salaberry (en colaboración Teodoro Anasagasti) por encargo del marqués Fontalba. En los bajos de este edificio se estableció el Antiguo Teatro Fontalba inaugurado el 21 de octubre de 1924, representándose La verdad sospechosa de Jacinto Benavente. En 1954 se derribó el edificio teniendo el honor de ser la primera casa derribada en la Gran Vía. La fachada permaneció y en 1992 es reformado con una fachada de cristales oscuros por el arquitecto Federico Echeverría Sainz. En los bajos del treinta y uno (casa Patuel) se establecía el Café Zahara. El segundo tramo fue desde sus inicios afectada por la moda emergente en los años veinte: los centros comerciales como lugares de consumo. Uno de los primeros locales comerciales en construirse en este tramo es la casa Matesanz (número 27) que en 1923 diseña el arquitecto Antonio Palacios Ramilo. En sus bajos se encontraba el Café Spiedum famoso en las décadas de los cuarenta y cincuenta por sus terrazas. El número treinta y dos se establecieron en 1924 los Almacenes Madrid-París en un edificio de mayor tamaño que la de Matesanz. En 1933 tras su quiebra dejara lugar a los Almacenes SEPU (Sociedad Española de Precios Únicos) inaugurados por Asuara (abiertos hasta octubre de 2002). Alojará una cadena de radio desde la que se emitirán los programas de más audiencia. Las cadenas de emisión radiofónica, como la Cadena SER llevaban emitiendo desde comienzos de los años treinta. Otro de los cafés de este tramo fue el Fuyma, un local de tertulias y terraza en los periodos veraniegos. Esta terraza vivió el esplendor de los treinta y acabó cerrando en 1995. 
Siguiendo la tradición librera de la calle Jacometrezo, en 1923 se construye el edificio de la Casa del Libro, se trata de una de las primeras grandes cadenas de librerías en Madrid, sede de la editorial Espasa-Calpe. En el edificio, obra del arquitecto José Yárnoz Larrosa se establece la redacción de la Revista de Occidente, que permaneció operativa hasta 1936. La Unión Relojera Suiza fue fundada por Alejandro Grassy en el año 1923 con el objetivo de representar a las más importantes fábricas suizas de relojería. Muy popular se hizo la expendedora de lotería Doña Manolita que en 1931 se estableció en el número 31.

### Tercer tramo: Avenida de Eduardo Dato
El tercer y último tramo comenzó con demoliciones para su apertura el 16 de febrero de 1925. Si los tramos anteriores se fundamentaban en la directriz de la existencia de una vía anterior (calle San Miguel en el primer tramo, y calle Jacometrezo en el segundo), este tercer tramo discurre sobre un conjunto de casas sin eje paralelo al diseño. El concejal marqués de Encinares propuso en el Ayuntamiento de Madrid que este tercer tramo tuviera el mismo ancho que el segundo. De esta forma el trazado pasó de veinticinco metros, que tenía pensado inicialmente, a unos treinta y cinco metros. El 1 de abril se decide dedicar el nombre de este tercer tramo a Eduardo Dato presidente del Consejo de Ministros de España que sufrió un atentado por anarquistas en 1921 (frente a la puerta de Alcalá). Las obras finalizaron el 1931. Este tramo se ejecutó en dos etapas: la primera desde la plaza de Callao hasta el cruce con la calle de San Bernardo, la segunda desde el cruce de San Bernardo hasta el final. 

Plano del tercer tramo de la Gran Vía, entre la plaza del Callao y la plaza de España. En la manzana 495 se ubicó la Casa Profesa de la Compañía de Jesús, que albergaba las cenizas de San Francisco de Borja. Entre las manzanas 457 y 466, la calle de Constantino Rodríguez recibió a partir del 20 de marzo de 1943 el nombre de calle de los Libreros a propuesta del escritor Pío Baroja.

Este tercer tramo "quiebra" su trayectoria con respecto al segundo tramo, haciendo un ángulo de 120° a la altura de la plaza de Callao. De esta forma el proyecto margina la plaza de Santo Domingo, uno de los principales centros viarios de la ciudad, antes de la construcción de la Gran Vía. El tercer tramo hubiera sido menos problemático si se hubiera prolongado hasta la Plaza de Santo Domingo (apoyado en la directriz de la calle Jacometrezo), y posteriormente, apoyado en el eje de la calle de Leganitos. Una interpretación de unicidad de estilo metropolitano, hizo que se derribase el viejo Mercado de los Mostenses. A pesar de haber salido intacto de todos los proyectos de trazado. 
No obstante la parte final de la Gran Vía en 1936 poseía más solares que edificios. Este tramo posee un estilo inmobiliario, diferente de los otros dos tramos, sobre todo la parte final cercana a la plaza de España. La antigua plaza Leganitos antes de las reformas se incorporó a la de España. Rodeada de dos grandes edificios: el Edificio España con sus veinticinco plantas y ciento diecisiete metros de altura fue construido en el año 1956, y Torre de Madrid con unos 142 metros fue construido en el año 1957. El final de la Gran Vía da lugar a su continuación natural en la calle de la Princesa en dirección a Moncloa. 

#### La plaza del Callao
La plaza de Callao ya existía desde 1860, apareció como consecuencia de los descampados causados por los derribos de una manzana entre la calle Preciados y Carmen. Se le puso el nombre en recuerdo de la batalla del Callao en el puerto del Pacífico. La construcción de la Gran Vía le dio un protagonismo que no poseía anteriormente. En detrimento de la plaza de Santo Domingo, una importante lugar viario en el Madrid decimonónico. En la plaza se edifican en los años treinta, cuatro edificios emblemáticos: el Adriática, el Palacio de la Prensa (uno de los primeros en construir en la plaza), el cine Callao y el edificio Carrión (denominado también popularmente como "Edificio Capitol"). El Palacio de la Prensa fue el edificio más alto de la Gran Vía hasta que se construyó el edificio de la telefónica. El edificio Adriática fue proyectado por el arquitecto Luis Sainz de los Terreros Gómez en 1926 y construido en el periodo de 1926-1928. En la escultura que hay sobre la puerta, la inscripción en el libro que sostiene león alado de San Marcos menciona en latín: Pax tibi Marce, evangelista mes ("La paz esté contigo, Marco, evangelista mío"). En 1952 se establece en el lado sur de la plaza los almacenes de Galerías Preciados, siendo su promotor el industrial Pepín Fernández. Derribando el edificio del Hotel de Florida. En 1993 se abre en el edificio anexo la primera sucursal de la FNAC en España. 
Los andenes del Metro en la plaza del Callao como es la línea 3 se inauguraron en 1941, al ampliarse la línea desde Sol hasta Argüelles. Por otra parte los de la línea 5 se inauguraron en 1968, con el primer tramo de esta línea entre Carabanchel y Callao.

#### La Casa Profesa
El cambio de trayectoria en el trazado de este último tramo introduce nuevo punto polémico: la necesidad de derribar la Casa Profesa de la Compañía de Jesús (ubicado en la manzana número 495 en la denominada calle Flor). La Compañía de Jesús creó las Casas Profesas para que en ellas habitasen los profesos. La denominación de estas casas fue dada inicialmente por San Ignacio de Loyola que no las quiso llamar con el nombre común de conventos (propio de los domicilios de las órdenes mendicantes) sino con el nombre empleado por los clérigos regulares. En el altar mayor se encontraba enterrado San Francisco de Borja. Esta contrariedad hizo que los profesos afectados de la Compañía de Jesús recurrieran legalmente contra el Acuerdo Municipal de Ensanche de la Gran Vía con el objeto de evitar el derribo.
El expediente de la Casa Profesa se inició en 1926 y los abogados jesuitas alegaron con gran fuerza argumental, tanto que puso en peligro el desarrollo urbanístico. Durante este periodo de litigios la dictadura de Primo de Rivera devino en la República Española. Este evento político hizo que los juicios se resolvieran de una forma violenta, ya que el 11 de mayo de 1931 un grupo de incontrolados prendió fuego a la Casa Profesa, la fuerza pública no intervino y finalmente acabó siendo una ruina en medio de los solares del tercer tramo. El alcalde republicano, Pedro Rico archivó el caso, y los Jesuitas fueron disueltos como orden religiosa. El suceso fue muy popular y en la prensa de la época queda reflejado. La casa profesa se edificaría en los años cuarenta el bloque Lope de Vega (en los números cincuenta y tres a cincuenta y nueve).

#### Edificios del tercer tramo

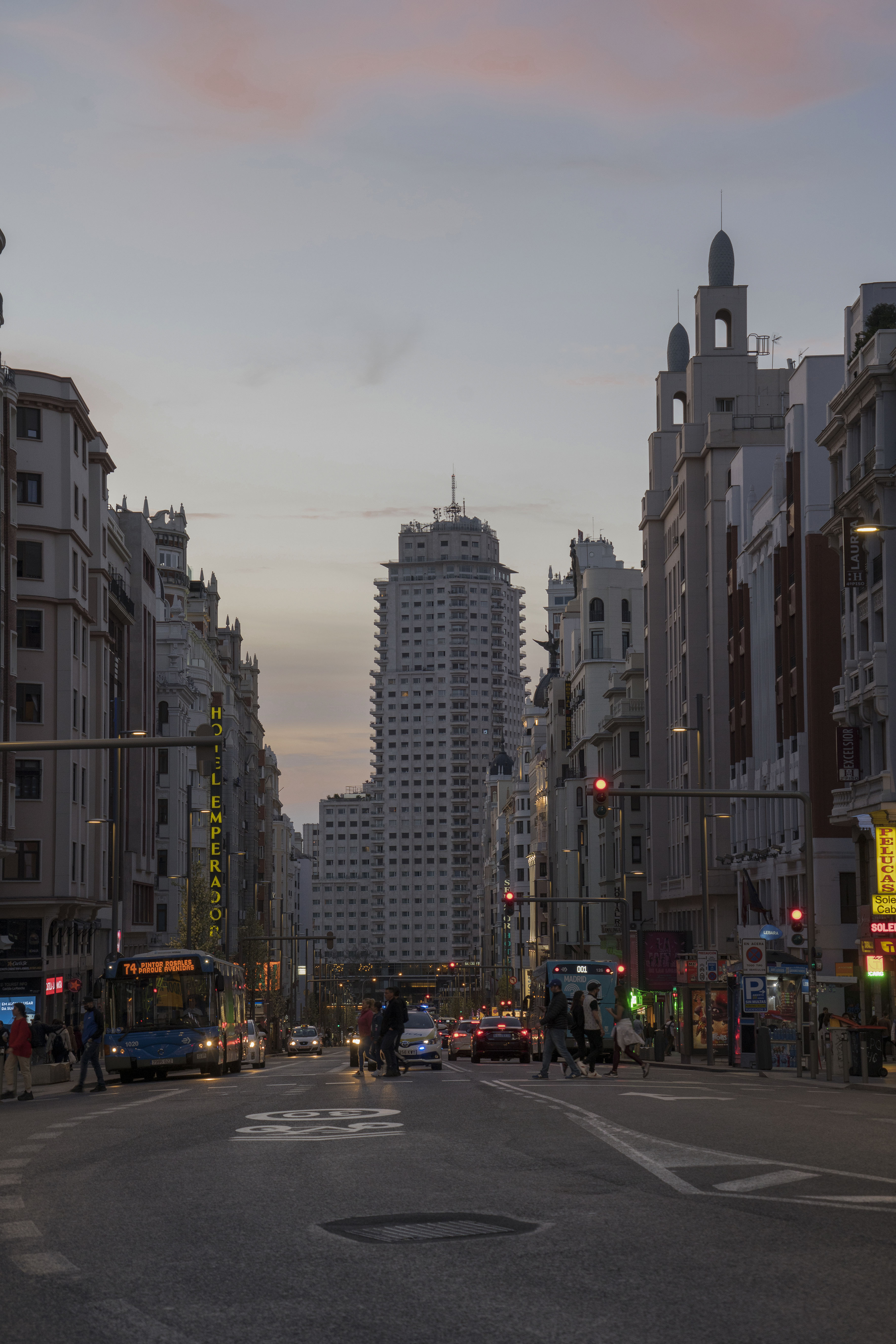
Tercer tramo al atardecer con la Torre de Madrid al fondo

Algunos de los edificios que corresponden a este tramo fueron edificados en el periodo de posguerra, los solares abundaban el 1939 (sobre todo en el área cercana a plaza de España). Uno de los edificios más famosos reservado para ser Hotel es el edificio Carrión (denominado así en honor a su promotor: Enrique Carrión y Vecín), este edificio con el tiempo se ha hecho con el mérito de ser el símbolo arquitectónico de la Gran Vía. Su primera planta alberga el Cine Capitol, y antiguamente la cafetería Manila. El número cuarenta y ocho (antiguo paseo de Eduardo Dato n.º 4) fue uno de los primeros en ser edificados de este tercer tramo, este edificio tenía el cine Actualidades y era considerada una de las salas más pequeñas de los cines de la Gran Vía. El edificio del número cuarenta y tres fue dedicado al Hotel Rex (dio nombre al Cine Rex). En la esquina del bloque Lope de Vega existía una de las sastrerías más famosas de Madrid. En el año 1930, entre las calles Silva y Libreros construyó el arquitecto Luis Díaz de Tolosa, este edificio alojó al Café Iruña. En el cincuenta y cuatro se encuentra el edificio del Cine Rialto. El último edificio en construirse este tercer tramo es el setenta y dos comenzándose su construcción en 1952.
Entre los medios de transporte que ya aparecen en la Gran Vía, se tienen las dos estaciones de metro (Red de San Luis y plaza de Callao), las líneas de tranvía no recorren longitudinalmente la Gran Vía.

## Periodo de Guerra Civil

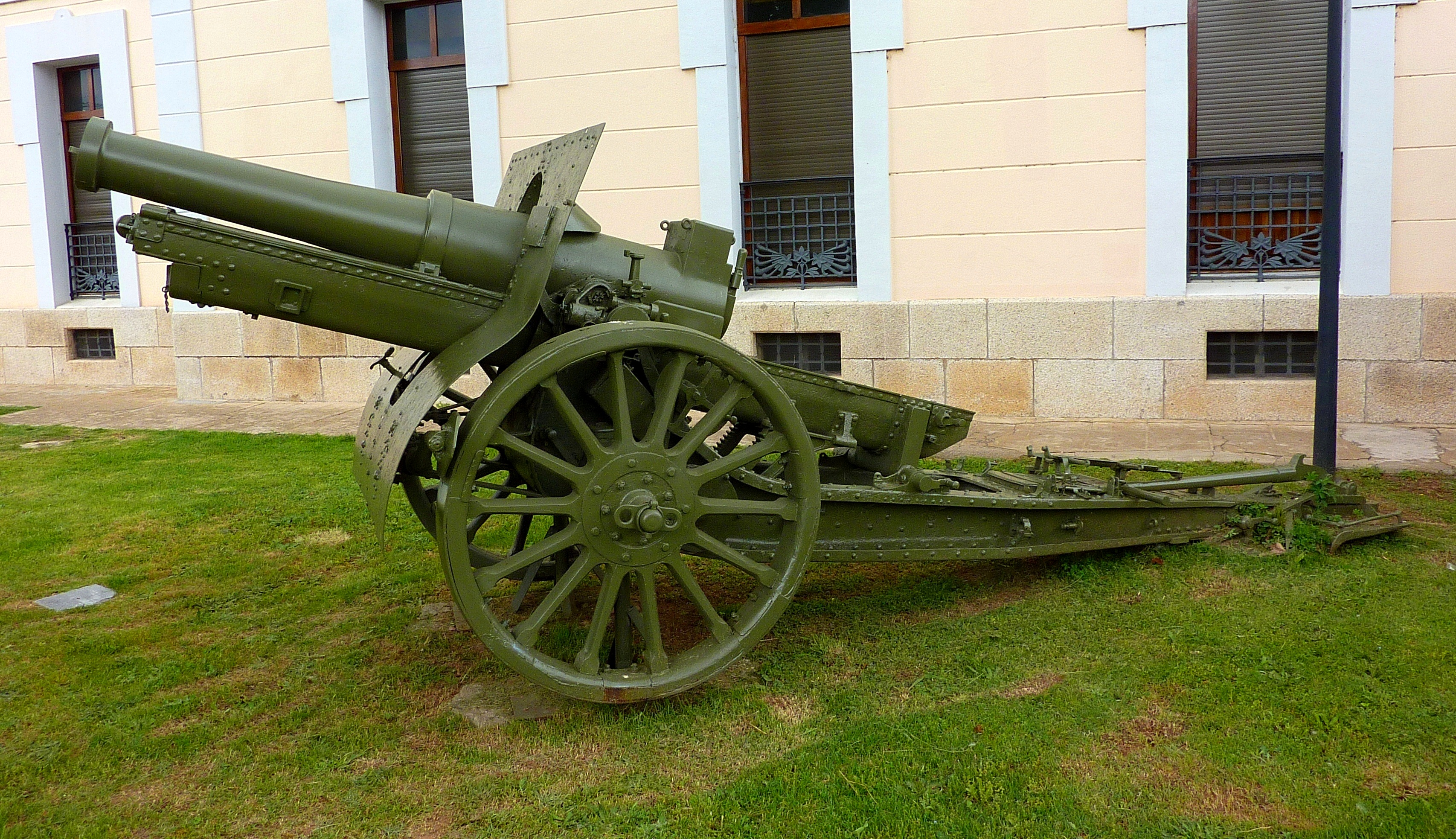
Obús de campaña Schneider & Cie 155/13 de 15,5 cm Modelo 1917. Estas piezas, con un alcance de 11,5 km y profusamente utilizadas por ambos bandos durante la guerra, fueron empleadas en el bombardeo de la Gran Vía desde el cerro Garabitas en la Casa de Campo.

El tercer tramo de la Gran Vía se realiza en un Madrid política y socialmente convulso. Desde la plaza de Callao hasta el cruce de San Bernardo se notan las influencias de la época republicana, a partir de este cruce se observa el racionalismo de posguerra. Durante la guerra este tercer tramo estaba inconcluso y mostraba solares y descampados en su estructura. En noviembre de 1936 las tropas sublevadas por la Casa de Campo dirigían en tres frentes a lo largo del río Manzanares diversos asaltos convirtiendo parte del tercer tramo en línea de retaguardia. Este tramo, sobre todo en la zona cercana a plaza de España, era una sucesión de parapetos, zanjas y barricadas.

### Un periodo de preguerra
Los primeros cines están instalados y ofreciendo su servicio en la década de 1930. Tras la proclamación de la Segunda República Española algunos de los cines se emplearon como puntos de reunión y celebración de actos públicos: en el cine de la Ópera (el Real Cinema) el filósofo español Ortega y Gasset pronuncia una conferencia sobre "La trayectoria de la República". En los años anteriores a la contienda, la Gran Vía ofreció sus mejores carteleras cinematográficas, a las que se podía acceder por una peseta. La actividad comercial durante la Segunda República es incipiente en la Gran Vía ya recién acabada. Algunos de los centros comerciales instalados en el segundo tramo comienzan a proporcionar servicios. A pesar de la convulsa política, los madrileños de a pie vivían una vida normal y las noticias sociales se producían a ritmo normal. 
El poeta Federico García Lorca escribe su poemario titulado Poeta en Nueva York escrito entre 1929 y 1930 durante su estancia en la Universidad de Columbia (Nueva York), menciona en la obra el parecido de Nueva York a la Gran Vía madrileña. El 7 de mayo de 1936 se produce un atentado contra el capitán de Ingenieros Carlos Faraudo, instructor de milicias socialistas. Murió asesinado por pistoleros falangistas cuando paseaba por la Gran Vía con su esposa. Tras el Golpe de Estado de julio de 1936, dos días después los madrileños circularon por la Gran Vía para observar, asistir o luchar en el sitio del Cuartel de la Montaña.

### La Gran Vía en la defensa de Madrid
Durante la Guerra Civil la ciudad de Madrid fue leal al gobierno republicano, fracasando el pronunciamiento al caer el Cuartel de la Montaña en manos del gobierno. Madrid se convirtió, desde este momento, en un objetivo militar para las tropas sublevadas. Acosaban a la metrópoli, por el Sureste, las tropas del Varela y del Yagüe, y por el Norte por las del General Mola. El primero logró posiciones en la Casa de Campo en noviembre de 1936; el segundo quedó paralizado en la Sierra Norte de Madrid. El eje de la Gran Vía apuntaba, por casualidad, en la dirección del ataque principal de las tropas asaltantes. Desde el punto de vista militar, se convirtió en una vía de suministro (conjuntamente con la de la Bailén), de las zonas de combate de la Ciudad Universitaria y del Paseo de Rosales. El 6 de noviembre Vicente Rojo Lluch organiza la que se denomina defensa de Madrid. Se constituye una Junta de Defensa de Madrid que vertebra todos los medios humanos y materiales para organizar el combate. 
La avenida, casi completa en los dos primeros tramos, cambió sus nombres en varias ocasiones durante el conflicto armado. Antes del inicio de la batalla de Madrid, los dos primeros tramos pasaron a denominarse como "Avenida de la CNT"; con posterioridad, ya en plena guerra (el 4 de junio de 1937), debido a un cambio en el equilibrio de poder se denominó "Avenida de Rusia" al segundo tramo (manteniendo la denominación de "avenida de la CNT" el primero); y se le asignó "Avenida de México" al tercer tramo, que llegaba hasta la plaza de España. Al poco tiempo, debido a indicaciones precisas de los comisarios políticos destacados en la capital, el segundo tramo cambió su nombre por el de "Avenida de la Unión Soviética", mientras que el tercer tramo incacabado mantuvo su nombre. El pueblo madrileño, debido a la frecuencia con la que caían los proyectiles durante la contienda, la denominó "Avenida de los obuses" o "del Quince y Medio" (el calibre usual de los proyectiles). Tras el pronunciamiento, a comienzos de noviembre comienza la que será la batalla de la Ciudad Universitaria. El 8 de noviembre de 1936 desfiló por la Gran Vía de Madrid la XI Brigada Internacional que se dirige a reforzar los frentes que luchan en la Moncloa, a la salida noroeste de la ciudad. Parte de este contingente de desvía en plaza de España y se dirige a la Estación del Norte. En muchos casos los bares y restaurantes se llenaban de espías de la denominada quinta columna.
La Gran Vía sufrió los efectos destructivos de algunos bombardeos aéreos esporádicos de la aviación nacional, pero ya en diciembre de 1936 debido a los intensos combates en la Ciudad Universitaria, y la pérdida del control de la Casa de Campo por parte del Ejército Popular hizo que la urbe comenzaba a sufrir diariamente el bombardeo de obuses procedentes de piezas de artillería colocados en áreas de elevada cota de la Casa de Campo (concretamente del Cerro Garabitas). El bombardeo fue constante desde diciembre de 1936. 
Las zonas más bombardeadas desde estas posiciones de la Casa de Campo correspondían a la zona del Arguelles y el centro de Madrid. Ya en los años 1930 la Gran Vía era lugar importante del mundo del espectáculo cinematográfico español, y a pesar de la contienda y el cerco de Madrid por las tropas franquistas no se dejó de ofrecer novedades en las carteleras de los cines y los madrileños asistían a ellos. Los cines existentes en las carteleras proyectaban cine español, ruso y francés. En muchos casos los bombardeos artilleros desde Garabitas enfilaban los cañones a la Gran Vía coincidiendo con la hora de salida de los cines. La altura que proporcionaban algunos de los edificios les convirtieron en puestos de vigilancia destacados, como lo fue el Edificio Telefónica. En muchos casos los artilleros al mando del General Varela disparaban las primeras andanadas al edificio de Telefónica para calibrar los disparos posteriores a otros puntos asignados.

## La Gran Vía unificada

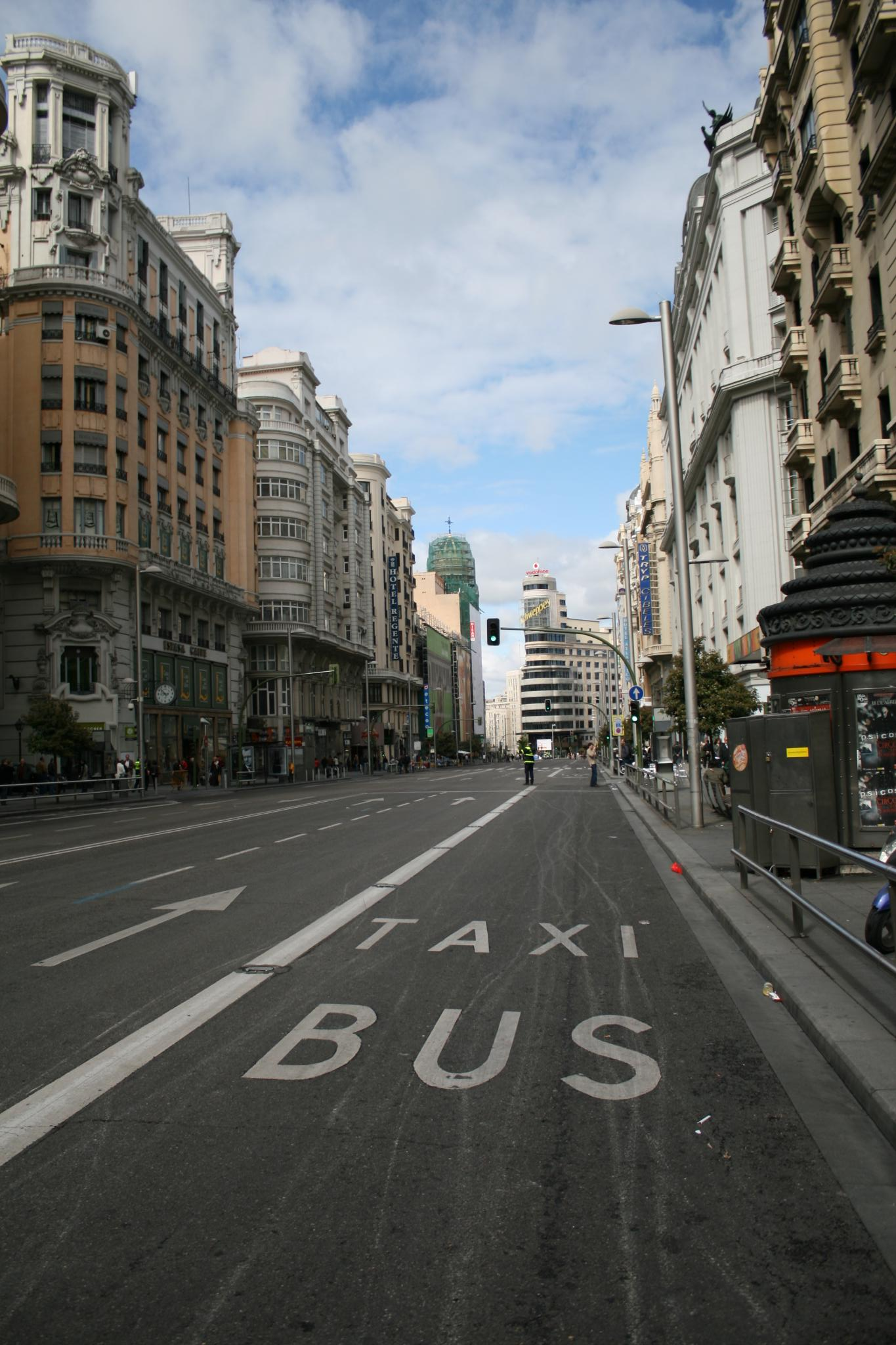
Vista de la calle Gran Vía de Madrid antes de la última reforma

Madrid tardo casi cuarenta años en ver una avenida unificada, esto ocurre tras el periodo de posguerra. Desde 1910 en que comienzan las edificaciones hasta 1955, en que quedan finalmente rematadas, muchos cambios han ocurrido, y la sociedad que promueve la Gran Vía, no es la misma que la que la concluye. La restauración del barrio de Argüelles, destrozado por el frente de guerra de la Ciudad Universitaria, alcanza a la plaza de España. El derrumbe de los bulevares de Pozas y su remodelación genera el eje Gran Vía-Princesa como un acceso principal a Madrid. La Gran Vía unificada en los años cincuenta, no se parece a los proyectos iniciales de comienzos de siglo. Se nota que el trazado final no es en línea recta que pensaran José López Sallaberry y Francisco Andrés Octavio, tal y como se supuso al principio al aparecer los problemas en la evolución de su trazado. Además su estilo diverso es cristalizado a lo largo de las tres etapas constructivas. Algunos autores denominan jocosamete "Trivía": es decir tres vías. La apertura de la Gran Vía es criticada como una posible consecuencia de la mala ubicación de las estaciones de ferrocarril. Algunos autores americanos (como Ernest Hemingway), al verla acabada la denominan con el apelativo de pequeña Broadway. La condensación histórica a lo largo de la avenida ha hecho que sea denominada como un "cronotopo".

### Periodo de posguerra

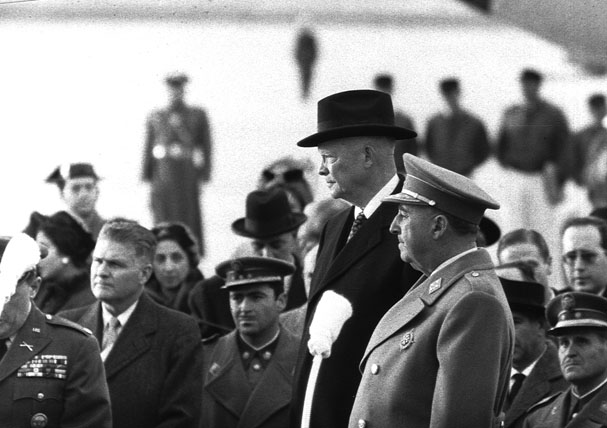
El dictador Franco y el presidente de los Estados Unidos Dwight D. Eisenhower en Madrid en 1959 antes de que hiciera su "paseo" por la Gran Vía

Tras la guerra civil española la Gran Vía habría sufrido daños severos por impacto de diversos proyectiles, y estaba completamnete deslucida. En el año 1939 se establece la Junta de Reconstrucción de Madrid y se dictan normas para la restauración. El tercer tramo, a partir del cruce con San Bernardo, era en su mayoría un gran solar devastado. Lentamente sufriría diversas operaciones de saneamiento y construcción. La Gran Vía toma identidad de modernidad tras la guerra civil española y el régimen la denominó el 24 de abril de 1939: Avenida de José Antonio Primo de Rivera (en honor al fundador de la Falange). El nombre se asigna a los tres tramos, a pesar de esta nueva denominación los madrileños la continuaron denominando Gran Vía. El régimen emplea la Gran Vía como escenario de sus paradas militares y de recepciones oficiales. Una de ellas corresponde a la recepción de Nixon en octubre de 1970. Previamente lo hicieron los astronautas: Aldrin, Armstrong y Collins fueron recibidos en la Gran Vía el 6 de octubre de 1969. A partir de estos eventos la Gran Vía quitó el protagonismo que tenía la puerta del Sol en la recepción de eventos. En los años sesenta aparece un fenómeno en España que afecta a los viandantes que pasean por la Gran Vía, el creciente turismo que antes de dirigirse a las costas pasea por Madrid. Uno de los primeros edificios derribados de la Gran Vía resulta ser el Hotel Florida, diseñado y ejecutado por Antonio Palacios. El espacio del local dará lugar a Galerías Preciados de Callao.
En el primer tramo se encuentra el Museo Chicote (Gran Vía 12) inaugurado desde el año 1931, y que cobrando fama por la popularidad de los visitantes en 1941 abrió su museo de bebidas. El dueño de este bar Perico Chicote fallece el 25 de diciembre de 1977. Surgen los denominados bares americanos con nuevas bebidas desconocidas en España: los cocktails. Aparece por esta época de los años cincuenta un oficio: los limpiabotas que junto a las puertas de los grandes cines ofrecían sus servicios a los viandantes.[cita requerida] La aparición de este oficio dio lugar a una imagen característica de la avenida. Los cafés de tertulia fueron desapareciendo poco a poco y cedieron su función como punto de reunión a las nuevas cafeterías y bares. El primer bar americano que se abrió en la avenida fue el Pidoux American Bar, al que siguieron posteriormente la cafetería California, Miami, Fuyma, Zahara, la Manila (ubicada en los bajos del edificio Capitol tenía dos pisos), Spiedum (en el segundo tramo), Abra o Molinero. En el año 1969 se ubicó en el edificio Carrión un cartel luminoso de Schweppes (una bebida refrescante) y que posteriormente se volvió popular. Las terrazas fueron muy populares en los tiempos de posguerra, estableciéndose durante los meses de primavera, verano, otoño alrededor de la plaza de Callao y la Red de San Luis. Es la época del auge de las cafeterías a pie de calle con sus terrazas: Fuima, Zahara, Iruña, El Abra, Spiedum. Con la llegada del turismo en los años sesenta se reactivaron. La Gran Vía se empieza a relacionar con la moda y en los años sesenta ya resulta frecuente ver a ciertas horas personas luciendo modelos de temporada. Los mejores modistos se establecen en las calles de la Gran Vía.

### La Gran Vía de "la Movida"
Durante el periodo de la transición ya en el año 1982 (el 25 de enero), siendo alcalde de Madrid Enrique Tierno Galván, la totalidad de los tres tramos de la avenida se denominará oficialmente como: Gran Vía. En la esquina de Gran Vía con Montera se abre una de las primeras franquicias de la cadena de comida rápida McDonald's en España. La empresa emplea para su primera tienda el local de la joyería Aleixandre (la antigua Tiffany) de vitrinas de madera y escalera de mármol. El pintor español hiperrealista Antonio López García saca a la luz un óleo elaborado en el periodo 1974-1981 que hizo famoso el primer tramo de la Gran Vía («Gran Vía» sobre tabla de 90,5 x 93,5 cm). El anuncio luminoso de Scheweppes, que puede verse en el edificio Capitol, se convierte en un anuncio protegido lo que evita su desmantelamiento. 
La Gran Vía se vio sometida a diversas obras de remodelación y saneamiento durante los años noventa, se instalaron nuevas farolas y se limpiaron algunas fachadas. En 1985 un atentado terrorista que se saldó con un muerto y casi una treintena de heridos en dos atentados consecutivos en las sedes de las compañías aéreas de British Airways y Alia. En 1995 el director cinematográfico Álex de la Iglesia rueda la película El día de la Bestia y retrata el anuncio luminoso del edificio Carrión, una década antes José Luis Garci rueda dos películas que retrata la Gran Vía (El Crack y El Crack II). El director Alejandro Amenábar rueda en 1997 una escena inicial de su película Abre los ojos, en la que muestra una avenida desierta en su tercer tramo. Existen algunas zonas de prostitución desde los años sesenta que poco a poco proliferan en los ochenta, se denominan la "Costa Gran Vía".

## La Gran Vía de los cines

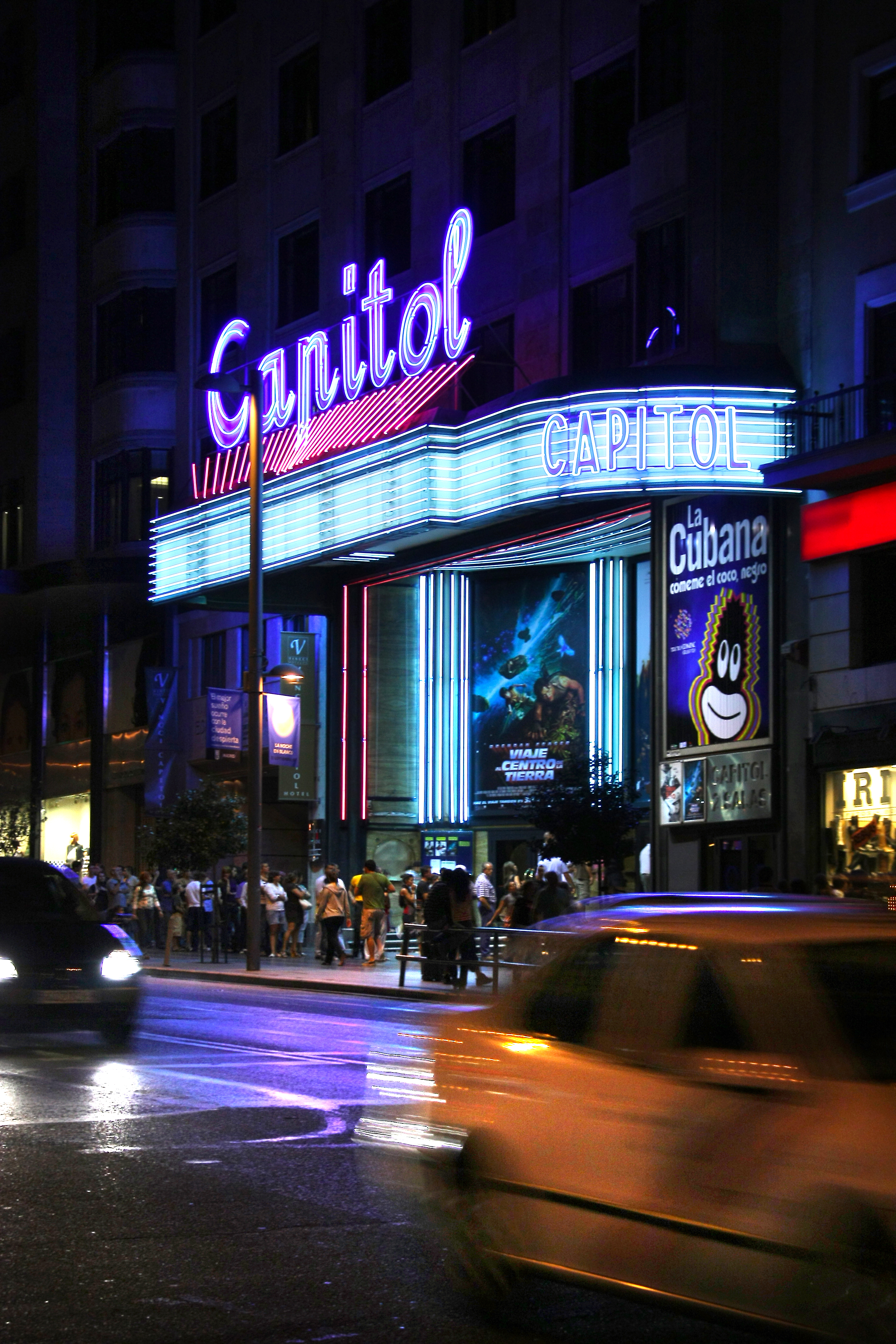
Cine Capitol uno de los últimos cines de la calle Gran Vía

La construcción en estos dos últimos tramos (el segundo y tercero) deja más de una docena de locales especializados en la oferta de espectáculos, transformó a la avenida en una especie de Broadway, donde se sucedían cinematógrafos y teatros. Uno de los primeros teatros fue el Antiguo Teatro de Fontalba (durante la Guerra se denominó "Tearo Popular"), fue uno de los primeros que sufrió derribo. La imagen de los cines con grandes carteles pintados (carteleras) a mano en las fachadas eran muy habituales. Se llegó a su momento álgido cuando la Gran Vía poseía trece cines mostrando sus novedades cinematográficas traídas de diferentes partes del mundo. La aparición de los cines en la Gran Vía va desde las décadas de 1920 y 1930, durante la Guerra civil, a pesar de los bombardeos continuó en funcionamiento. En el tercer tramo había igualmente: salas de baile. A finales del siglo XX el declive de los cines va cediendo fuerza dando lugra a la aparición de otro tipo de espectáculos. 
Uno de los primeros cines en el segundo tramo de la Gran Vía se ubicó el teatro Fontalba (posteriormente en los sesenta Hermanos Quintero), el local fue inaugurado el día 20 de octubre de 1924 con el estreno de la obra de Jacinto Benavente titulado La verdad sospechosa, en los años cincuenta fue demolido. En el año 1926 se le encargó al arquitecto Luis Gutiérrez Soto, la construcción del edificio que alojará al cinematógrafo en la recién reconfigurada plaza del Callao: Edificio Cine Callao, se construyó en un plazo de ocho meses, durante la primavera y el verano de 1926. El Cine Callao se inauguró el día 11 de diciembre de 1926 con la proyección del film mudo: Luis Candelas, el bandido de Madrid. El Palacio de la Música (n.º 35) fue construido entre 1924 y 1926 por encargo de la Sociedad Anónima General de Espectáculos (SAGE) según un proyecto del arquitecto Secundino Zuazo, siendo uno de los primeros grandes cines de la Gran Vía. Fue inaugurado con la denominación de Cine Sage el 13 de noviembre de 1926 con un concierto dirigido por el maestro Lasalle y al día siguiente se proyectó la primera película, La venus americana. No fue hasta 1928 cuando empezó a ser conocido como Palacio de la Música. El Cine Avenida (en Gran Vía n.º 37) fue construido entre 1927-28. Palacio de la Prensa (n.º 46) ideado por Pedro Muguruza fue encargado, inaugurado el mismo año que el Palacio de la Música. La primera piedra fue colocada por el rey Alfonso XIII el día 11 de julio de 1925. Tres años y medio más tarde, el día 2 de enero de 1929, se inauguraba con la proyección de la película El destino de la carne. Cines Rialto (nª 54) diseñado en 1926 y 1930. 
Tras estos nuevos cines, ya entrados en los años treinta, en 1931 se encarga al arquitecto Manuel Muñoz Casayús que diseñe un inmueble en el tercer tramo de la Gran Vía (esquina de Tudescos con la Gran Vía), en el moderno edificio dedicado a un Hotel se alojará el Cine Actualidades. Se inaugura el día 22 de diciembre de 1932 funcionó en sesión continua. El cine Coliseum (n.º 78), proyectado por Jacinto Guerrero entre 1931 y 1933. El Cine Imperial (n.º 32) fue construido en el periodo de 1933-35 era un cine dedicado de forma especial a la cartelera infantil. El cine Capitol, (nª 41), promovida por Enrique Carrión y diseñado por Luis Martínez-Feduchi y Vicente Eced fue construido en el periodo entre 1931-1933. Otros cines en la Gran Vía son los Cines Rex (n.º 43), cines Luchana, cine Palafox, y el Cid Campeador. Posteriormente en los años cuarenta se inaugura el Teatro-cinema Lope de Vega (obra de Joaquín y Julián Otamendi contratados por la Compañía Madrileña Urbanizadora) que poseía como nueva característica su gran aforo comparado con los viejos cines anteriores a la guerra.

## SigloXXI

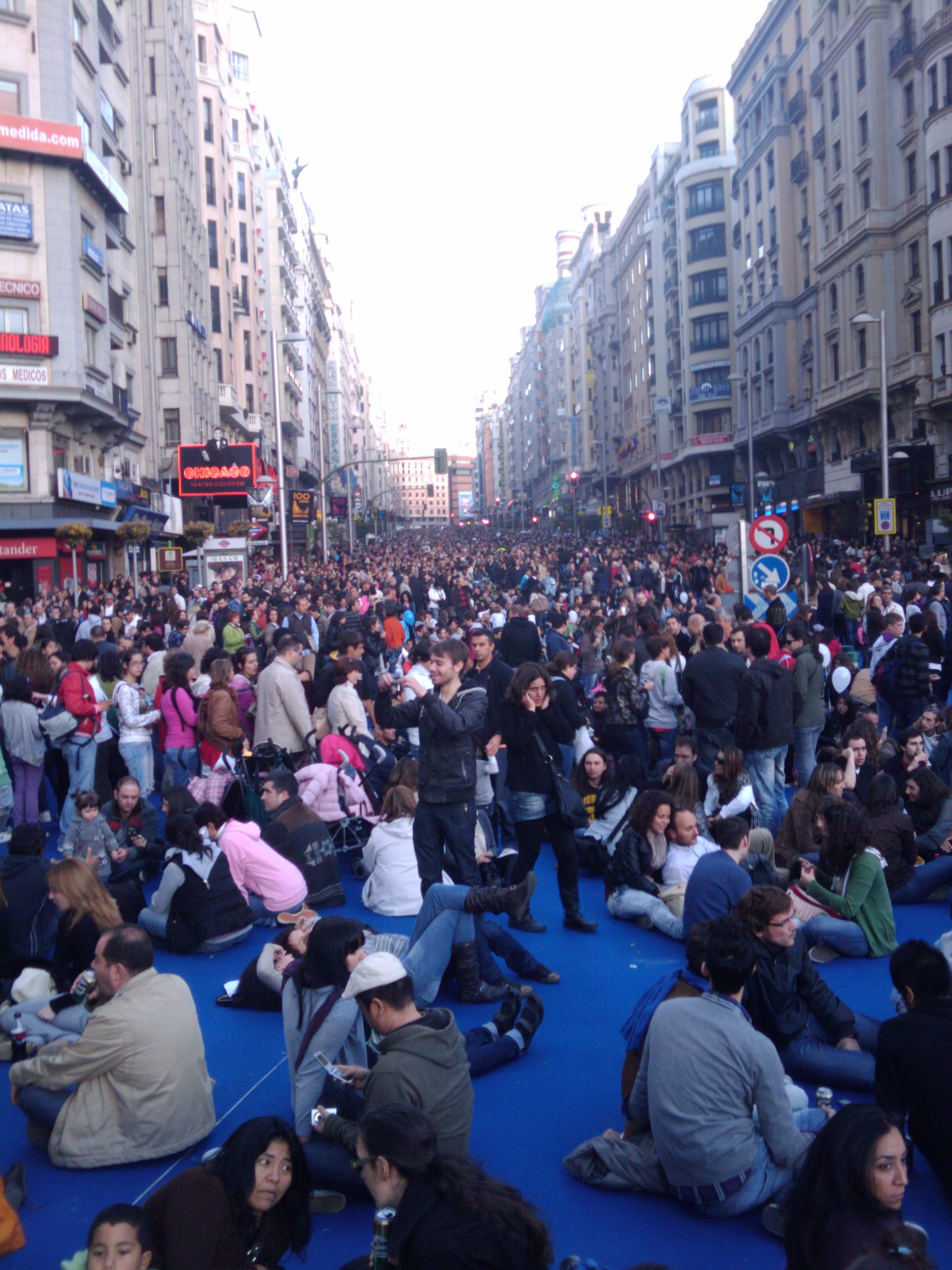
La Gran Vía enmoquetada con un gran tapiz azul: celebración de su centenario.

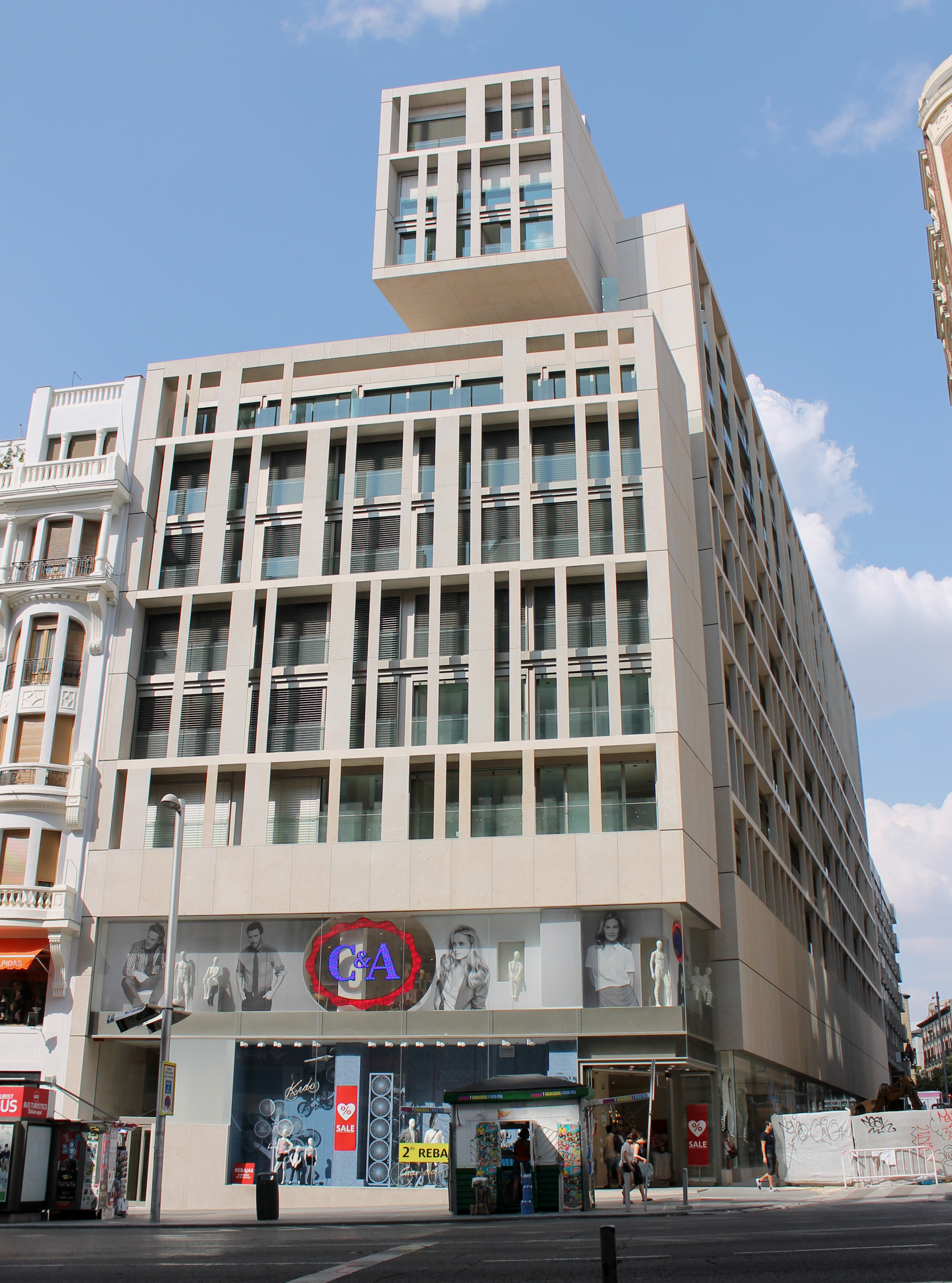
Gran Vía 48 (2013), de Rafael de la Hoz. Primer edificio del.

El camino que inició Madrid hacia la modernidad, para ser transformado de pequeña Corte a una Metrópoli, se inicia precisamente en 1900 y se continua hasta el año 1936. La Guerra Civil abrió un periodo de letargo, marcado por un carácter donde la autarquía se desenvolvía en una administración netamente centralista. Este periodo de quietud se mantuvo en la ciudad hasta los años cincuenta y permaneció hasta que al llegar los sesenta en el que se produjo un crecimiento desmedido de habitantes en la metrópoli, las barriadas eran densamente pobladas por la emigración interior, la acelerada industrialización, el crecimiento sin planificar de los servicios y su expansión sin racionalizar desordenaron su crecimiento. La crisis económica de los setenta y la aparición de la democracia, hicieron que surgiesen nuevos conceptos sociales. Madrid en las cercanías del siglo XXI necesitaba de una identidad tradicional. En su expansión como metrópoli durante un siglo, poseía de un hilo común: la Gran Vía. Es por esta razón por la que la Gran Vía logra ser la calle Mayor del siglo XXI.
En el año 2002 se reformó la calzada y las aceras para intentar darle un aspecto homogéneo a la calle. Se cambió el pavimento por uno nuevo de granito y se instalaron nuevos bancos, paradas de autobús, quioscoss y barandillas de acero al mismo tiempo que se eliminaron todas las jardineras de cemento. También se sustituyeron las farolas y se retiraron las columnas publicitarias, conocidas popularmente como "chirimbolos", instaladas por el Ayuntamiento a mediados de los años noventa por toda la ciudad y que habían provocado un fuerte rechazo entre la ciudadanía por su aspecto estético. En los años posteriores el ayuntamiento fue añadiendo nuevos chirimbolos publicitarios de nuevo diseño.
El comienzo del siglo se caracteriza por el progresivo desmantelamiento de los cines que antaño eran populares, algunos de ellos alojan musicales y otros a tiendas de ropa joven. Se abren poco a poco nuevos usos comerciales y sociales de sus edificios, mientras que las antiguas cadenas comerciales, los salones recreativos, los antiguos cines van desapareciendo, o son reciclados en otras formas de ocio. 

### Espacio de celebraciones metropolitanas
El espacio de la Gran Vía se emplea como lugar de celebraciones multitudinarias. Ya desde la visita de Dwight D. Eisenhower en 1959 que pasea por la Gran Vía en un baño de multitudes, la avenida muestra su faceta de recibimiento. En ella se celebran en la actualidad algunos eventos como la celebración multitudinaria de la noche en Blanco y los carnavales. Se celebró la boda real entre Felipe de Borbón y Letizia Ortiz en abril de 2004, la nueva pareja pasea ovacionada por la avenida. Otra celebración que tiene como centro neuráligo la Gran Vía madrileña es el conocido Orgullo de Madrid, que como todos los años se celebra en los primeros días de verano. Ese mismo año de la celebración del centenario, la celebración de la primera copa mundial de fútbol ganada por España.

### Centenario
La Gran Vía de Madrid comienza su siguiente periplo tras el centenario con la conversión a espacios peatonales de muchas áreas del centro (un ejemplo es la plaza de Callao). En algunas propuestas se muestra la Gran Vía como un vergel. Ya en las celebraciones del centenario de la avenida madrileña el rey Juan Carlos I celebra el 5 de abril de 2010 (un día después de su celebración real). El acto fue sencillo y se caracterizó por descubrir una maqueta de la Gran Vía en frente del Edificio Metrópolis y una visita a la librería la Casa del Libro en la que se les obsequió un tomo con las obras completas de Miguel Hernández. Este año del centenario durante la celebración de fiestas de San Isidro Labrador la Gran Vía se decora con una gran alfombra azul que llega a cubrir el primer y segundo tramo, ese mismo día se celebran macro-conciertos en tres puntos: la Red de San Luis, plaza de Callao y plaza de España.

### La nueva Gran Vía
La avenida se va poblando de nuevos usos comerciales. Por un lado la sociedad que generó la idea de una Gran Avenida ya no es ya la misma que vio sus tramos unificados, se articula por lo tanto un nuevo e importante escenario económico y de consumo en torno a la avenida. La Comunidad de Madrid, que se crea en los años ochenta, poco a poco va copando con sus consejerías algunos de los edificios representativos de los tres tramos de la avenida. Los edificios elegantes que antes servían a sociedades bancarias, a seguros, poco a poco son ocupados por hoteles, comercios de lujo y grandes almacenes.
En diciembre de 2017 el ayuntamiento gobernado por Ahora Madrid amplió las aceras de la Gran Vía eliminado dos carriles de la calzada, uno en cada sentido de circulación. La medida se había realizado de forma provisional en la Navidad de 2016-17 y desde 2018 es definitiva. Desde noviembre de 2018 la circulación de automóviles ha quedado reservada a los residentes del distrito Centro con la entrada en vigor de Madrid Central.

## Biografía
- Merino, Ignacio (2010).  BSA, ed. Biografía de la Gran Vía. Juan Soto Ivars (primera edición). Barcelona. ISBN 978-84-666-4438-9.
- «Monográfico a la Gran Vía Madrileña». Cortijos y Rascacielos (Madrid) (75-76). 1953. - Descripción arquitectónica de los edificios.
- Recopilación bibliográfica del las fuentes existentes en el COAM sobre proyectos y artículos relacionados con la Historia de la Gran Vía Madrileña.